# پیشگویی پاپ‌ها

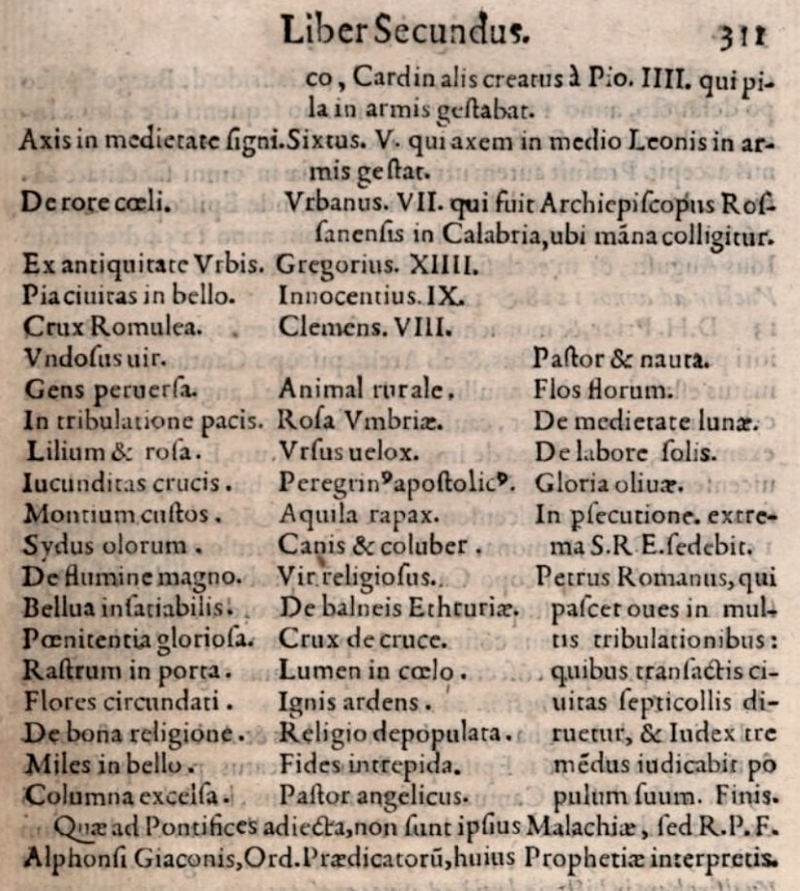
آخرین بخش پیشگویی‌ها در کتاب Lignum Vitæ، «درخت زندگی» (1595)، صفحه‌ی 311

پیشگویی پاپ‌ها (به لاتین: Prophetia Sancti Malachiae Archiepiscopi, de Summis Pontificibus، به معنای "پیشگویی مالاکیای قدیس، اسقف اعظم، درباثره‌ی پاپ‌های کلیسا"، به انگلیسی: Prophecy of the Popes) مجموعه‌ای از 112 عبارت کوتاه و مرموز به زبان لاتین است که ادعا می‌شود پاپ‌های کلیسای کاتولیک (به همراه چند ضدپاپ) را از زمان پاپ سلستین دوم پیش‌بینی کرده است. این متن برای اولین بار در سال 1595 توسط راهب بندیکتی آرنولد ویون منتشر شد که آن را به سنت مالاکی، اسقف اعظم آرما در قرن دوازدهم نسبت داد.
با توجه به توصیف‌های دقیق این پیشگویی درباره پاپ‌ها تا حدود سال 1590 و عدم دقت در مورد پاپ‌های پس از آن، مورخان عموماً به این نتیجه رسیده‌اند که این ادعا یک نوشتار جعلی است که اندکی قبل از انتشار ساخته شده است. کلیسای کاتولیک موضع رسمی در این مورد اتخاذ نکرده است، اگرچه برخی از متألهان کاتولیک آن را جعلی دانسته‌اند. این پیشگویی با پاپی به نام "پطرس رومی" به پایان می‌رسد که ادعا می‌شود دوره‌ی پاپی او مقدمه نابودی شهر رم و رستاخیز نهایی خواهد بود.

## تاریخچه

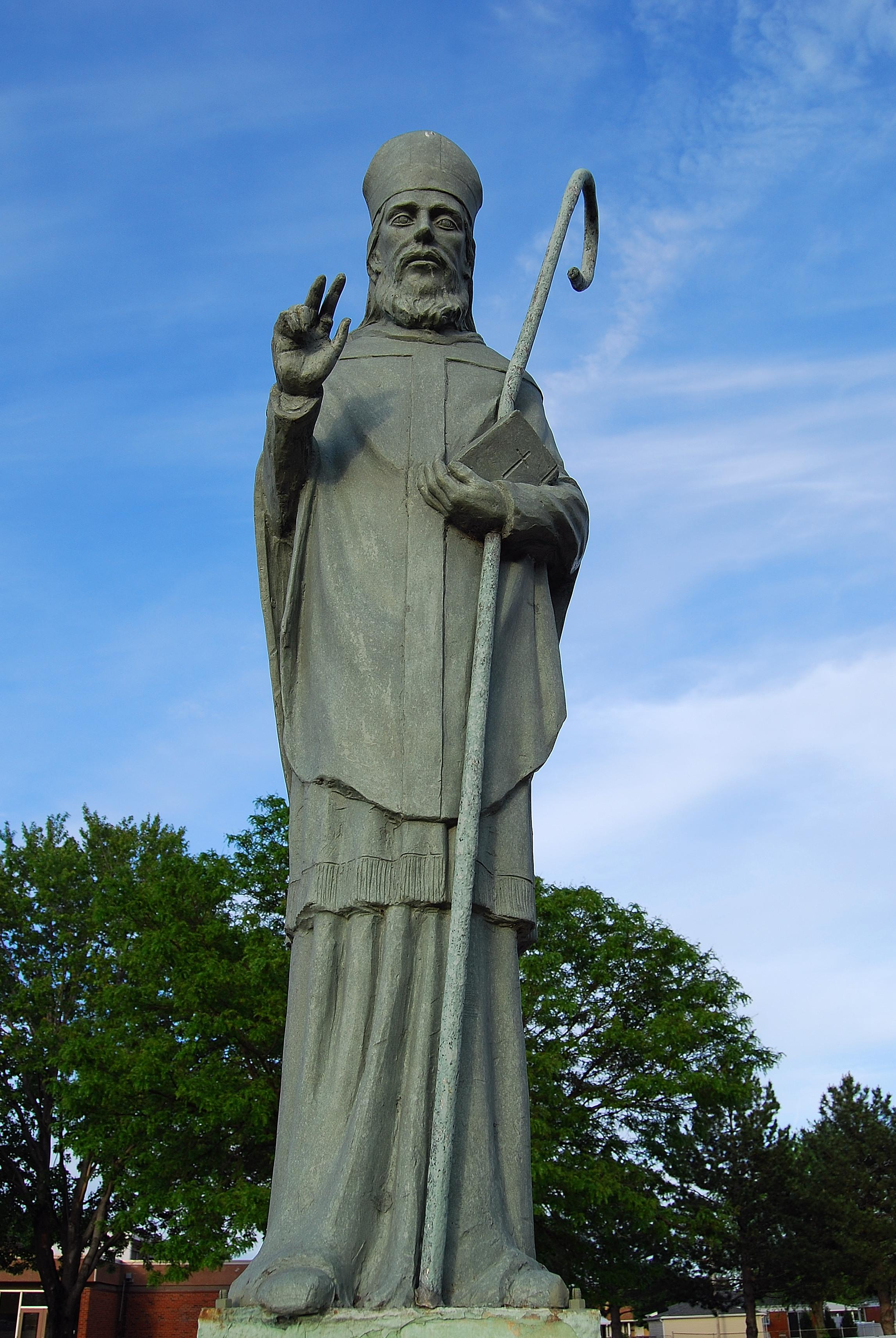
مجسمه‌ی سنت مالاکی (۱۱۴۸-۱۰۹۴ پس از میلاد)، که ویون نگارش پیشگویی‌ها را به او نسبت داده بود. مالاکی بیش از چهار قرن پیش از آن که پیشگویی‌ها اولین بار منتشر شوند، مرده بود.

### انتشار و محتویات
ادعای پیش‌گویی نخستین بار در سال ۱۵۹۵ توسط راهبی بندیکتی به نام آرنولد ویون در اثرش با عنوان Lignum Vitæ (به معنای «درخت زندگی») که تاریخچه‌ای از فرقه بندیکتی بود، منتشر شد. وی این پیش‌گویی را به سنت مالاکی، اسقف اعظم آرما در قرن دوازدهم نسبت می‌داد.
ویون توضیح می‌داد که تا آن زمان، تا جایی که او می‌دانست، این پیش‌گویی هرگز چاپ نشده بود، اما بسیاری مشتاق دیدن آن بودند. او هم نسخهٔ اصلی ادعایی پیش‌گویی را - شامل عبارات کوتاه و مرموز لاتین - و هم تفسیری که این عبارات را به پاپ‌های تاریخی تا اوربان هفتم (پاپی که تنها ۱۳ روز در سال ۱۵۹۰ بر مسند بود) تطبیق می‌داد، در کتابش گنجاند. ویون این تفسیر را به تاریخ‌دان آلفونسوس سیاکونیوس نسبت می‌داد.

### فرضیه‌هایی درباره‌ی خاستگاه این اثر
بر اساس روایتی که در سال ۱۸۷۱ توسط آبِه کوشرا ارائه شد، مالاکی در سال ۱۱۳۹ توسط پاپ اینوسنت دوم به رم فراخوانده شد تا دو پالیوم پشمی برای مطران‌های آرما و کاشل دریافت کند. در طول اقامت رم ادعا شد که مالاکی رویایی درباره پاپ‌های آینده دیده و چیزی که در آن رویا دیده را به صورت رشته‌ای از عبارات مرموز ثبت کرده است. ظاهراً این دست‌نوشته سپس در بایگانی مخفی واتیکان نگهداری شد و تا زمان کشف مجدد آن در سال ۱۵۹۰ به دست فراموشی سپرده شده بود، که علی‌الظاهر دقیقاً هم‌زمان با برگزاری یک نشست انتخاب پاپ بود.
برخی مورخین به این نتیجه رسیده‌اند که این پیشگویی یک متن جعلی متعلق به اواخر قرن شانزدهم است. سنت برنارد کلروو، زندگینامه‌نویس معاصر مالاکی که معجزات ادعایی این قدیس را ثبت کرده، هیچ اشاره‌ای به این پیشگویی به خصوصش نکرده است. قدیمی‌ترین اشاره شناخته شده به این پیشگویی به سال ۱۵۸۷ بازمی‌گردد. راهب و محقق اسپانیایی بنیتو خرونیمو فئیخو مونته‌نگرو در اثر خود به نام تئاترو کریتیکو یونیورسال (۱۷۲۴-۱۷۳۹) در مدخلی با عنوان «پیشگویی‌های ادعایی» نوشته است که دقت بالای این اشعار تا زمان انتشارشان در مقایسه با عدم دقت زیادی که درباره‌ی پیشگویی‌های پس از آن تاریخ وجود دارد، نشان‌دهنده این است که این اشعار در همان زمان انتشار ساخته و جعل شده‌اند. عبارات و تفسیرهای ارائه شده توسط ویون به شدت شبیه به تاریخ پاپ‌ها اثر اونوفریو پانوینیو در سال ۱۵۵۷ است (از جمله تکرار اشتباهات پانوینیو)، که ممکن است نشان دهد این پیشگویی بر اساس آن منبع نوشته شده است. در سال ۱۶۹۴، کلود-فرانسوا منستریه استدلال کرد که تفسیرهای اضافی توسط  آلفونسوس سیاکونیوس نوشته نشده‌اند، چرا که این پیشگویی در هیچ یک از آثار سیاکونیوس ذکر نشده و این تفسیرها نیز در میان آثار او فهرست نشده‌اند.
یکی از نظریه‌هایی که برای توضیح چگونگی نوشته شدن این پیشگویی مطرح شده - و توسط لوئی مورِری، کشیش و دانشنامه‌نویس فرانسوی قرن هفدهم و دیگران ارائه شده - این است که این پیشگویی توسط حامیان کاردینال جیرولامو سیمونچلی برای حمایت از نامزدی او در نشست انتخاب پاپ سال ۱۵۹۰ برای جانشینی اوربان هفتم منتشر شده است. در این پیشگویی، پاپ بعدیِ پس از اوربان هفتم با عبارت لاتین «Ex antiquitate Urbis» («از شهر قدیم») توصیف شده است، و سیمونچلی اهل اورویتو بود که در لاتین Urbevetanum، به معنای «شهر قدیم» نامیده می‌شد. مورِری و دیگران پیشنهاد کردند که این پیشگویی ضمن تلاشی ناموفق برای نشان دادن این که سیمونچلی مقدر شده پاپ شود، ساخته شده است. با این حال، کشف اشاره‌ای که نسبت به این پیشگویی در نامه‌ای متعلق به سال ۱۵۸۷ وجود داشت، این نظریه را زیر سوال برده است. در این سند، همراهان کاردینال جووانی جیرولامو آلبانی عبارت De rore coeli («از شبنم آسمان») را اشاره‌ای به ارباب خود تفسیر کرده‌اند، بر اساس ارتباط بین alba («سپیده‌دم») و آلبانی، و شبنم به عنوان پدیده‌ای جوی مرتبط با صبح.

## تفسیرها

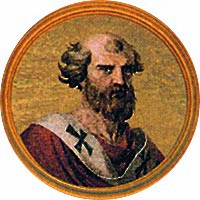
سلستین دوم (وفات در ۱۱۴۴ پس از میلاد)، اولین پاپی که در پیشگویی‌ها به او اشاره شده است.

تفسیر ویون از مدخل‌های مربوط به پاپ‌های نام‌برده شده در تاریخ‌های پیش از انتشار رساله، مطابقت‌های دقیقی بین شعارها و زادگاه پاپ‌ها، نام خانوادگی، نشان‌های شخصی و عناوین پیش از پاپ شدن آن‌ها نشان می‌دهد. برای مثال، اولین شعار، «Ex castro Tiberis» («از قلعه‌ای بر رود تیبر»)، با زادگاه سلستین دوم در چیتا دی کاستلو، واقع بر رود تیبر، مطابقت دارد. این درحالی است که کوشش‌ها برای ارتباط دادن پیشگویی‌ها به پاپ‌های تاریخی که پس از انتشار رساله انتخاب شدند، با دشواری‌های بیشتری نسبت به پاپ‌های پیش از انتشار، همراه بوده است. برای مثال، کلمنت سیزدهم با عبارت «Rosa Umbriae» («رز اومبریا») توصیف شده است، اما او اهل اومبریا نبود و هیچ ارتباطی هم با این منطقه نداشت، جز یک دوره کوتاه که به عنوان فرماندار پاپی رییتی که در آن زمان بخشی از اومبریا بود. یک نویسنده خاطرنشان می‌کند که در میان پاپ‌های پس از انتشار (یعنی پس از ۱۵۹۵) هنوز هم «برخی عباراتِ به طور شگفت‌آوری مناسب» وجود دارند، در حالی که اضافه می‌کند که «البته آسان است که صرفاً با ذکر موفقیت‌های این لیست، دقتش را اغراق آمیز جلوه دهیم» و اینکه «پیشگویی‌ها و عناوینی وجود دارند که به خوبی [این موارد]، مطابقتی [با پاپ‌های مورد پیش‌بینی] ندارند».
در میان این «موفقیت‌های» گزارش شده، می‌توان به «نور در آسمان» برای لئون سیزدهم (۱۹۰۳-۱۸۷۸)، با یک ستاره دنباله‌دار در نشان خانوادگی او؛ «دین ویران شده» برای بندیکت پانزدهم (۱۹۲۲-۱۹۱۴) که دوره پاپی او در دوران جنگ جهانی اول و انقلاب روسیه بود؛ و «نماد گل زنبق» برای پل ششم (۱۹۷۸-۱۹۶۳)، با سه گل زنبق در نشان خانوادگی او اشاره کرد. پیتر بندر، رئیس سابق آموزش مذهبی کالج تربیت معلم وال هال، در سال ۱۹۶۹ این‌گونه نوشت:
اگر آثار کسانی که پیشگویی‌های مالاکی را رد کرده‌اند در یک کفه ترازو و آثار موافقان را در کفه دیگر بگذاریم، احتمالاً به تعادلی منصفانه می‌رسیم؛ با این حال، مهم‌ترین عامل، یعنی محبوبیت پیشگویی‌ها، به ویژه در میان مردم عادی (در مقابل محققان)، آنها را در نیمه دوم قرن بیستم نیز درست مانند گذشته حائز اهمیت می‌کند.— Bander (1969), p.  10.
ام.جی. اوبرایان، کشیش کاتولیک که در سال ۱۸۸۰ مونوگرافی درباره این پیشگویی نوشته است، ارزیابی کوبنده‌تری از این پیشگویی‌ها ارائه می‌دهد:
این پیشگویی‌ها هیچ فایده‌ای نداشته‌اند. آنها کاملاً بی‌معنی هستند. عبارات لاتین آن‌ها ضعیف است. نمی‌توان چنین چرندیاتی را به منبعی مقدس نسبت داد. کسانی که در دفاع از پیشگویی نوشته‌اند... به ندرت استدلالی به نفع آن ارائه داده‌اند. تلاش‌های آنها برای توضیح پیشگویی‌های پس از ۱۵۹۰، با تمام احترام، از مضحک‌ترین چرندیات است.— O'Brien (1880), p.  110.

### پتروس رومانوس
در سال‌های اخیر، برخی مفسران ادبیات‌های پیشگویانه، به معنایی که پایانِ قریب‌الوقوع این پیشگویی دارد، توجه نشان داده‌اند؛ اگر فهرست توصیفات را به صورت یک به یک با فهرست پاپ‌های تاریخی پس از انتشار تطبیق دهیم، بندیکت شانزدهم (۲۰۱۳-۲۰۰۵) با عبارت دوم از آخر، «Gloria olivae» («شکوه زیتون»)، مطابقت دارد.[15] طولانی‌ترین و آخرین عبارت لاتین در این لیست، آخرالزمان را پیشگویی می‌کند:
In persecutione extrema S.R.E. sedebit. Petrus Romanus, qui pascet oves in multis tribulationibus, quibus transactis civitas septicollis diruetur, & judex tremendus judicabit populum suum. Finis.
این عبارت را می‌توان به فارسی چنین ترجمه کرد:
«در آخرین آزار کلیسای مقدس روم خواهد نشست [یعنی به عنوان اسقف]. «پطرس رومی» که گوسفندانش را در میان مصیبت‌های بسیار خواهد چراند، و چون این چیزها به پایان رسد، شهر هفت کوه [یعنی رم] ویران خواهد شد، و داور مهیب قوم خود را داوری خواهد کرد. پایان.».
برخی مورخین و مفسرین خاطرنشان می‌کنند که این پیشگویی آخر، امکان وجود پاپ‌هایی لییست‌نشده بین «شکوه زیتون» (پاپ یکی مانده به آخری در لیست) و پاپ نهایی، یعنی «پطرس رومی» را باقی می‌گذارد. در کتاب Lignum Vitae، چند کلمه‌ی آغازین عبارت بالا، یعنی «In persecutione extrema S.R.E. sedebit.» به عنوان جمله‌ای مستقل و در پاراگرافی جداگانه آمده است. در حالی که اغلب به عنوان بخشی از مدخل «پطرس رومی» در نظر گرفته می‌شود، اما با این حال برخی مفسرین آن را جمله‌ای مستقل از پیشگویی آخر و جمله‌ای ناتمام می‌دانند که صریحاً به وجود یک یا چند پاپ بین پاپ «شکوه زیتون» و پاپ «پطرس رومی» اشاره دارد.

## شعارها و پاپ‌های مرتبط با این شعارها
این فهرست را می‌توان به دو گروه تقسیم کرد: نخست پاپ‌ها و ضدپاپ‌هایی که پیش از حضور اولیه محتویات پیشگویی حدود سال ۱۵۹۰ در مقام خود مشغول به کار بوده‌اند، که در مورد آن‌ها ارتباط بین شعار و شخص پاپ به طور پیوسته روشن است. بخش دوم شعارهای منسوب به پاپ‌هایی که پس از حضور اولیه‌ی آن مشغول به کار بوده‌اند، که ارتباط بین شعار و شخص پاپ اغلب یا تصنعی است یا اصلا ارتباطی بینشان وجود ندارد؛ به عبارت دیگر، می‌توان آن را نوعی تحمیل یا پس‌گویی (به جای پیشگویی) دانست. این فهرست معمولاً از بعد از شعار ۷۵ به دو گروه تقسیم شده است، اساس این تقسیم‌بندی توضیح ویون است، تا شعار ۷۴ (شامل خود شعار ۷۴ام) توسط ویون توضیح داده شده است و از این شعار به بعد شعارها بی‌توضیح باقی مانده‌اند. لورنزو کومنزولی آنتونینی بر اساس دیگری فهرست را از بعد از شعار ۷۴ تقسیم می‌کند، این تقسیم‌بندی بر اساس دو چیز است: اول ارتباط ضعیف بین ویژگی‌های پاپ اوربان هفتم و شعار «از شبنم آسمان»، و دوم وجود نامه‌ای که در سال ۱۵۸۷ (سه سال پیش از پاپ شدن اوربان هفتم)، پاپ شدن اوربان هفتم را پیشگویی کرده بود.
رنه تیبو نقطه تقسیم متفاوتی را از بعد از شعار ۷۱ پیشنهاد می‌کند و ادعا می‌کند که در این نقطه تغییر سبکی وجود دارد. او از این تمایز برای ارائه این دیدگاه استفاده می‌کند که ۷۱ شعار اول درواقع جعلیاتی پس‌نگرانه هستند، در حالی که بقیه شعارها اصیل هستند. هیلدبراند ترول هم همین دیدگاه را اتخاذ کرده و خاطرنشان می‌کند که شعارهای ۷۲ تا ۱۱۲ از زبانی نمادین مرتبط با شخصیت پاپ و موضوعات مربوط به پاپ بودن او استفاده می‌کنند، این برخلاف شعارهای پاپ‌های اولیه است که لحنی بسیار مستقیم‌تر و صریح‌تر در توصیف پاپ‌ها دارند.
در سال ۲۰۲۱، هرمان جوزف هیری با حذف سه نفر از هفت ضدپاپ موجود در لیست این رساله منتشره‌ی سال ۱۵۹۵ شکل جدیدی از انطباق میان پاپ‌ها و شعارها ایجاد کرد، سه ضدپاپ حذف شده این‌ها بودند: الکساندر پنجم، ژان بیست و سوم، و فلیکس پنجم.

### لیست پاپ‌ها و ضدپاپ‌های پیش از انتشار (۱۵۹۰-۱۱۴۳)
متون موجود بر روی ردیف‌های نقره‌ای زیر، متن اصلی (شامل نشانه‌گذاری و املای) رساله‌ی Lignum Vitæ، «درخت زندگی» (1595) را نشان می‌دهند که شامل سه ستون موازی برای پاپ‌های پیش از 1590 بود. ستون اول شامل شعار، ستون دوم نام پاپ یا ضدپاپی که شعار به او نسبت داده شده بود (با داشتن برخی اشتباهات گاه و بیگاه)، ستون سوم توضیحی درباره شعار، و ستون چهارم تصویری از نشان خانوادگی هر پاپ را در بر می‌گرفت. برخی شواهد حاکی از آن است که هم شعارها و هم توضیحات احتمالاً محصول نگارش یک فرد که در قرن شانزدهم می‌زیسته، بوده‌اند. فهرست اصلی شماره‌گذاری نشده بود.
| پاپ‌ها و ضدپاپ‌های پیش از انتشار (۱۵۹۰–۱۱۴۳) | پاپ‌ها و ضدپاپ‌های پیش از انتشار (۱۵۹۰–۱۱۴۳) | پاپ‌ها و ضدپاپ‌های پیش از انتشار (۱۵۹۰–۱۱۴۳) | پاپ‌ها و ضدپاپ‌های پیش از انتشار (۱۵۹۰–۱۱۴۳) | پاپ‌ها و ضدپاپ‌های پیش از انتشار (۱۵۹۰–۱۱۴۳) | پاپ‌ها و ضدپاپ‌های پیش از انتشار (۱۵۹۰–۱۱۴۳)                                                 |
| شماره شعار                                 | شعار (ترجمه)                               | نام واقعی (در دوران پاپی)                  | نام                                        | توضیحات ارائه شده در Lignum Vitae | نشان خانوادگی                                                                              |
| ------------------------------------------ | ------------------------------------------ | ------------------------------------------ | ------------------------------------------ | --- | ------------------------------------------------------------------------------------------ |
| Ex caſtro Tiberis.                         | Ex caſtro Tiberis.                         | Cœleſtinus. ij.                            | Cœleſtinus. ij.                            | Typhernas. | Typhernas.                                                                                 |
| ۱.                                         | از قلعه‌ای در تیبر                          | سلستین دوم (۱۱۴۳–۱۱۴۴)                     | گیدو دی کاستلو                             | ساکن تیفرنوم. سلستین دوم در چیتا دی کاستلو (که قبلاً تیفرنوم-تیبرینوم نامیده می‌شد)، در سواحل تیبر به دنیا آمد. |                                                                                            |
| Inimicus expulſus.                         | Inimicus expulſus.                         | Lucius. ij.                                | Lucius. ij.                                | De familia Caccianemica. | De familia Caccianemica.                                                                   |
| ۲.                                         | دشمن بیرون رانده شد                        | لوسیوس دوم (۱۱۴۴–۱۱۴۵)                     | جراردو کاچیانمیچی دال اورسو                | از خانواده کاچیانمیکی. به گفته ویون، این شعار به نام خانوادگی لوسیوس دوم، کاچیانمیکی اشاره دارد. در ایتالیایی، "Cacciare" به معنای "بیرون راندن" و "nemici" به معنای "دشمنان" است. در حالی که او به طور سنتی به عنوان بخشی از این خانواده دیده می‌شود، تردید وجود دارد که آیا او واقعاً چنین بوده‌است یا خیر. علاوه بر این، حتی اگر او در واقع به آن خانواده تعلق داشت، انتساب نام خانوادگی "Caccianemici" قطعاً غیر همزمان است. |                                                                                            |
| Ex magnitudine mõtis.                      | Ex magnitudine mõtis.                      | Eugenius. iij.                             | Eugenius. iij.                             | Patria Ethruſcus oppido Montis magni. | Patria Ethruſcus oppido Montis magni.                                                      |
| ۳.                                         | از کوه بزرگ                                | اوژن سوم (۱۱۴۵–۱۱۵۳)                       | برناردو پیناتلی                            | توسکانی از اهالی شهر مونتمانیو. به گفته ویون، این شعار به زادگاه اوژن سوم، "مونتمانیو"، روستایی در نزدیکی پیزا اشاره دارد. اما به گفته منابع دیگر، او در پیزا در یک خانواده متوسط به دنیا آمد. |                                                                                            |
| Abbas Suburranus.                          | Abbas Suburranus.                          | Anaſtaſius. iiij.                          | Anaſtaſius. iiij.                          | De familia Suburra. | De familia Suburra.                                                                        |
| ۴.                                         | راهب از سابورا                             | آناستاسیوس چهارم (۱۱۵۳–۱۱۵۴)               | کورادو دمتری دلا سابورا                    | از خانواده سابورا. او به طور سنتی به عنوان راهب قانون منظم سنت روف در آوینیون شناخته می‌شد، اما محققان مدرن ثابت کرده‌اند که او در واقع به روحانیون غیر روحانی تعلق داشته‌است. |                                                                                            |
| De rure albo.                              | De rure albo.                              | Adrianus. iiij.                            | Adrianus. iiij.                            | Vilis natus in oppido Sancti Albani. | Vilis natus in oppido Sancti Albani.                                                       |
| ۵.                                         | از حومه سفید                               | آدریان چهارم (۱۱۵۴–۱۱۵۹)                   | نیکلاس بریکسپیر                            | فروتنانه در شهر سنت آلبان به دنیا آمد. به احتمال زیاد اشاره به زادگاه آدریان چهارم در نزدیکی سنت آلبانز، هارتفوردشر. |                                                                                            |
| Ex tetro carcere.                          | Ex tetro carcere.                          | Victor. iiij.                              | Victor. iiij.                              | Fuit Cardinalis S. Nicolai in carcere Tulliano. | Fuit Cardinalis S. Nicolai in carcere Tulliano.                                            |
| ۶.                                         | از زندان نفرت انگیز.                       | ویکتور چهارم، ضد پاپ (۱۱۵۹–۱۱۶۴)           | اوتاویانو دی کرسنتزی اوتاویانی دی مونتیچلی | او کاردینال سنت نیکلاس در زندان تولیانوس بود. ویکتور چهارم ممکن است عنوان سان نیکولا این کارسره را داشته باشد. |                                                                                            |
| Via Tranſtiberina.                         | Via Tranſtiberina.                         | Calliſtus. iij. [sic]                      | Calliſtus. iij. [sic]                      | Guido Cremenſis Cardinalis S. Mariæ Tranſtiberim. | Guido Cremenſis Cardinalis S. Mariæ Tranſtiberim.                                          |
| ۷.                                         | جاده‌ای در سراسر تیبر.                      | کالیستوس سوم، ضد پاپ (۱۱۶۸–۱۱۷۸)           | جووانی دی استروما                          | گیدو اهل کرما، کاردینال سنت ماری در سراسر تیبر. ویون نام‌ها و ترتیب ضد پاپ‌های کالیستوس سوم (جان اهل استروما) و پاسکال سوم (گیدو اهل کرما) را معکوس می‌کند. پاسکال، نه کالیستوس، گیدو اهل کرما به دنیا آمد و عنوان سانتا ماریا در تراستور را داشت که این شعار به آن اشاره دارد. |                                                                                            |
| De Pannonia Thuſciæ.                       | De Pannonia Thuſciæ.                       | Paſchalis. iij. [sic]                      | Paſchalis. iij. [sic]                      | Antipapa. Hungarus natione, Epiſcopus Card. Tuſculanus. | Antipapa. Hungarus natione, Epiſcopus Card. Tuſculanus.                                    |
| ۸.                                         | از توسکولان مجارستان.                      | پاسکال سوم، ضد پاپ (۱۱۶۴–۱۱۶۸)             | گیدو دی کرما                               | ضد پاپ. اهل مجارستان، اسقف کاردینال توسکولوم. همان‌طور که در بالا ذکر شد، این شعار نه به پاسکال سوم، بلکه به کالیستوس سوم اشاره دارد که ادعا می‌شود مجارستانی بوده‌است. با این حال، کالیستوس اسقف کاردینال آلبانو بود، نه توسکولوم. |                                                                                            |
| Ex anſere cuſtode.                         | Ex anſere cuſtode.                         | Alexander. iij.                            | Alexander. iij.                            | De familia Paparona. | De familia Paparona.                                                                       |
| ۹.                                         | از غاز نگهبان                              | الکساندر سوم (۱۱۵۹–۱۱۸۱)                   | رولاندو باندینلی                           | از خانواده پاپارونی. الکساندر سوم ممکن است از خانواده باندینلی بوده باشد، که بعداً به خانواده پاپارونا معروف شد، که یک غاز روی نشان خود داشت. در مورد اینکه آیا الکساندر سوم در واقع از آن خانواده بود یا خیر، بحث وجود دارد. |                                                                                            |
| Lux in oſtio.                              | Lux in oſtio.                              | Lucius. iij.                               | Lucius. iij.                               | Lucenſis Card. Oſtienſis. | Lucenſis Card. Oſtienſis.                                                                  |
| ۱۰.                                        | نوری در درگاه                              | لوسیوس سوم (۱۱۸۱–۱۱۸۵)                     | اوبالدو آلوکینگولی                         | کاردینال لوکایی از اوستیا. این شعار یک بازی با کلمات "لوسیوس" یا "لوکا" و "اوستیا" است. |                                                                                            |
| Sus in cribro.                             | Sus in cribro.                             | Vrbanus. iij.                              | Vrbanus. iij.                              | Mediolanenſis, familia cribella, quæ Suem pro armis gerit. | Mediolanenſis, familia cribella, quæ Suem pro armis gerit.                                 |
| ۱۱.                                        | خوک در الک                                 | اوربان سوم (۱۱۸۵–۱۱۸۷)                     | اومبرتو کریولی                             | اهل میلان، از خانواده کریبلا (کریولی)، که یک خوک را برای نشان خود دارد. نام خانوادگی اوربان سوم "کریولی" در ایتالیایی به معنای "الک" است. نشان او شامل یک الک و دو خوک بود. |                                                                                            |
| Enſis Laurentii.                           | Enſis Laurentii.                           | Gregorius. viij.                           | Gregorius. viij.                           | Card. S. Laurentii in Lucina, cuius inſignia enſes falcati. | Card. S. Laurentii in Lucina, cuius inſignia enſes falcati.                                |
| ۱۲.                                        | شمشیر لورنس                                | گرگوری هشتم (۱۱۸۷)                         | آلبرتو ده مورا                             | کاردینال سنت لورنس در لوسینا، که نشانش شمشیرهای خمیده بود. گرگوری هشتم کاردینال سنت لورنس بود و نشان او دارای شمشیرهای متقاطع بود. |                                                                                            |
| De Schola exiet.                           | De Schola exiet.                           | Clemens. iij.                              | Clemens. iij.                              | Romanus, domo Scholari. | Romanus, domo Scholari.                                                                    |
| ۱۳.                                        | او از مدرسه خواهد آمد                      | کلمنت سوم (۱۱۸۷–۱۱۹۱)                      | پائولو اسکولاری                            | رومی، از خاندان اسکولاری. این شعار یک بازی با کلمات نام خانوادگی کلمنت سوم است. |                                                                                            |
| De rure bouenſi.                           | De rure bouenſi.                           | Cœleſtinus. iij.                           | Cœleſtinus. iij.                           | Familia Bouenſi. | Familia Bouenſi.                                                                           |
| ۱۴.                                        | از سرزمین گاوها                            | سلستین سوم (۱۱۹۱–۱۱۹۸)                     | جیاکینتو بوبونه اورسینی                    | خانواده بوونسیس. اشاره به گاوها یک بازی با کلمات نام خانوادگی سلستین سوم، بوبونه است. |                                                                                            |
| Comes Signatus.                            | Comes Signatus.                            | Innocentius. iij.                          | Innocentius. iij.                          | Familia Comitum Signiæ. | Familia Comitum Signiæ.                                                                    |
| ۱۵.                                        | کنت تعیین شده                              | اینوسنت سوم (۱۱۹۸–۱۲۱۶)                    | لوتاریو دی کونتی دی سنی                    | خانواده کنت‌های سینیا (سنی) این شعار اشاره مستقیم به نام خانوادگی اینوسنت سوم دارد. |                                                                                            |
| Canonicus de latere.                       | Canonicus de latere.                       | Honorius. iij.                             | Honorius. iij.                             | Familia Sabella, Canonicus S. Ioannis Lateranensis. | Familia Sabella, Canonicus S. Ioannis Lateranensis.                                        |
| ۱۶.                                        | روحانی از پهلو                             | هونوریوس سوم (۱۲۱۶–۱۲۲۷)                   | سنسیو ساولی                                | خانواده ساولی، روحانی سنت جان لاتران ادعای ویون مبنی بر اینکه هونوریوس سوم روحانی سنت جان لاتران بود، توسط برخی از مورخان مورد مناقشه قرار گرفته‌است. |                                                                                            |
| Auis Oſtienſis.                            | Auis Oſtienſis.                            | Gregorius. ix.                             | Gregorius. ix.                             | Familia Comitum Signiæ Epiſcopus Card. Oſtienſis. | Familia Comitum Signiæ Epiſcopus Card. Oſtienſis.                                          |
| ۱۷.                                        | پرنده اوستیا                               | گرگوری نهم (۱۲۲۷–۱۲۴۱)                     | اوگولینو دی کونتی دی سنی                   | خانواده کنت‌های سنی، اسقف کاردینال اوستیا. پیش از انتخابش به مقام پاپی، اوگولینو دی کونتی اسقف-کاردینال اوستیا بود و نشان او یک عقاب را به تصویر می‌کشد. |                                                                                            |
| Leo Sabinus.                               | Leo Sabinus.                               | Cœleſtinus iiij.                           | Cœleſtinus iiij.                           | Mediolanenſis, cuius inſignia Leo, Epiſcopus Card. Sabinus. | Mediolanenſis, cuius inſignia Leo, Epiſcopus Card. Sabinus.                                |
| ۱۸.                                        | شیر سابین                                  | سلستین چهارم (۱۲۴۱)                        | گوفردو کاستیلیونی                          | اهل میلان، که نشانش یک شیر بود، اسقف کاردینال سابینا. سلستین چهارم اسقف-کاردینال سابینا بود و نشان او دارای یک شیر بود. |                                                                                            |
| Comes Laurentius.                          | Comes Laurentius.                          | Innocentius iiij.                          | Innocentius iiij.                          | domo flisca, Comes Lauaniæ, Cardinalis S. Laurentii in Lucina. | domo flisca, Comes Lauaniæ, Cardinalis S. Laurentii in Lucina.                             |
| ۱۹.                                        | کنت لورنس                                  | اینوسنت چهارم (۱۲۴۳–۱۲۵۴)                  | سینبالدو فیه‌سکی                            | از خاندان فلیسکا (فیه‌سکی)، کنت لاوانیا، کاردینال سنت لورنس در لوسینا. این شعار، همان‌طور که ویون توضیح می‌دهد، اشاره به پدر اینوسنت چهارم، کنت لاوانیا، و عنوان او کاردینال سنت لورنس در لوسینا دارد. |                                                                                            |
| Signum Oſtienſe.                           | Signum Oſtienſe.                           | Alexander iiij.                            | Alexander iiij.                            | De comitibus Signiæ, Epiſcopus Card. Oſtienſis. | De comitibus Signiæ, Epiſcopus Card. Oſtienſis.                                            |
| ۲۰.                                        | نشان اوستیا                                | الکساندر چهارم (۱۲۵۴–۱۲۶۱)                 | رینالدو دی کونتی دی سنی                    | از کنت‌های سنی، اسقف کاردینال اوستیا. این شعار به اسقف-کاردینال بودن الکساندر چهارم از اوستیا و یکی از اعضای خانواده کنت‌های سنی (کونتی دی سنی) اشاره دارد. |                                                                                            |
| Hieruſalem Campanię.                       | Hieruſalem Campanię.                       | Vrbanus iiii.                              | Vrbanus iiii.                              | Gallus, Trecenſis in Campania, Patriarcha Hieruſalem. | Gallus, Trecenſis in Campania, Patriarcha Hieruſalem.                                      |
| ۲۱.                                        | اورشلیم شامپاین                            | اوربان چهارم (۱۲۶۱–۱۲۶۴)                   | ژاک پانتالئون                              | اهل فرانسه، اهل ترسنس (تروآ) در شامپاین، پاتریارک اورشلیم. این شعار به زادگاه اوربان چهارم در تروآ، شامپاین و عنوان پاتریارک اورشلیم اشاره دارد. |                                                                                            |
| Draco depreſſus.                           | Draco depreſſus.                           | Clemens iiii.                              | Clemens iiii.                              | cuius inſignia Aquila vnguibus Draconem tenens. | cuius inſignia Aquila vnguibus Draconem tenens.                                            |
| ۲۲.                                        | اژدهای سرکوب شده                           | کلمنت چهارم (۱۲۶۵–۱۲۶۸)                    | گای فوکوا                                  | نشانش عقابی است که اژدها را در چنگال خود نگه داشته‌است. به گفته برخی منابع، نشان کلمنت چهارم یک عقاب را نشان می‌دهد که به یک اژدها چنگ می‌اندازد. منابع دیگر نشان می‌دهند که در عوض شش گل زنبق بوده‌است. |                                                                                            |
| Anguinus uir.                              | Anguinus uir.                              | Gregorius. x.                              | Gregorius. x.                              | Mediolanenſis, Familia vicecomitum, quæ anguẽ pro inſigni gerit. | Mediolanenſis, Familia vicecomitum, quæ anguẽ pro inſigni gerit.                           |
| ۲۳.                                        | مرد مار مانند                              | گرگوری دهم (۱۲۷۱–۱۲۷۶)                     | تئوبالدو ویسکونتی                          | اهل میلان، از خانواده ویسکونت‌ها (ویسکونتی)، که یک مار را برای نشان خود دارد. نشان ویسکونتی‌های میلان یک مار بزرگ داشت که یک کودک مذکر را از پا می‌خورد. منابع در مورد اینکه آیا گرگوری دهم از این برای نشان پاپی خود استفاده کرده‌است یا خیر، اختلاف دارند. |                                                                                            |
| Concionator Gallus.                        | Concionator Gallus.                        | Innocentius. v.                            | Innocentius. v.                            | Gallus, ordinis Prædicatorum. | Gallus, ordinis Prædicatorum.                                                              |
| ۲۴.                                        | واعظ فرانسوی                               | اینوسنت پنجم (۱۲۷۶)                        | پیر دو تارنتز                              | فرانسوی، از فرقه واعظان. اینوسنت پنجم در منطقه‌ای که اکنون در جنوب شرقی فرانسه است به دنیا آمد و عضو فرقه واعظان بود. |                                                                                            |
| Bonus Comes.                               | Bonus Comes.                               | Adrianus. v.                               | Adrianus. v.                               | Ottobonus familia Fliſca ex comitibus Lauaniæ. | Ottobonus familia Fliſca ex comitibus Lauaniæ.                                             |
| ۲۵.                                        | کنت خوب                                    | آدریان پنجم (۱۲۷۶)                         | اتوبونو فیه‌سکی                             | اتوبونو، از خانواده فیه‌سکی، از کنت‌های لاوانیا. خانواده فیه‌سکی کنت‌های لاوانیا بودند و می‌توان با نام کوچک آدریان پنجم، اتوبونو، یک بازی با کلمه "خوب" انجام داد. |                                                                                            |
| Piſcator Thuſcus.                          | Piſcator Thuſcus.                          | Ioannes. xxi.                              | Ioannes. xxi.                              | antea Ioannes Petrus Epiſcopus Card. Tuſculanus. | antea Ioannes Petrus Epiſcopus Card. Tuſculanus.                                           |
| ۲۶.                                        | ماهیگیر توسکانی                            | ژان بیست‌ویکم (۱۲۷۶–۱۲۷۷)                   | پدرو ژولیائو                               | قبلاً جان پیتر، اسقف کاردینال توسکولوم. ژان بیست‌ویکم اسقف-کاردینال توسکولوم بود و نام کوچک خود را با پطرس مقدس، یک ماهیگیر، به اشتراک گذاشت. |                                                                                            |
| Roſa compoſita.                            | Roſa compoſita.                            | Nicolaus. iii.                             | Nicolaus. iii.                             | Familia Vrſina, quæ roſam in inſigni gerit, dictus compoſitus. | Familia Vrſina, quæ roſam in inſigni gerit, dictus compoſitus.                             |
| ۲۷.                                        | گل رز ترکیبی                               | نیکلاس سوم (۱۲۷۷–۱۲۸۰)                     | جووانی گائتانو اورسینی                     | از خانواده اورسینا (اورسینی)، که یک گل رز را روی نشان خود دارد، "ترکیبی" نامیده می‌شود. نیکلاس سوم یک گل رز در نشان خود داشت. |                                                                                            |
| Ex teloneo liliacei Martini.               | Ex teloneo liliacei Martini.               | Martinus. iiii.                            | Martinus. iiii.                            | cuius inſignia lilia, canonicus, & theſaurarius S. Martini Turonen[sis]. | cuius inſignia lilia, canonicus, & theſaurarius S. Martini Turonen[sis].                   |
| ۲۸.                                        | از عوارضی خانه زنبق مارتین                 | مارتین چهارم (۱۲۸۱–۱۲۸۵)                   | سیمون دو برایون                            | که نشانش زنبق‌ها، روحانی و خزانه دار سنت مارتین تورز بود. مارتین چهارم روحانی و خزانه دار کلیسای سنت مارتین در تور، فرانسه بود. ادعای ویون مبنی بر اینکه نشان او دارای زنبق بود، نادرست است. |                                                                                            |
| Ex roſa leonina.                           | Ex roſa leonina.                           | Honorius. iiii.                            | Honorius. iiii.                            | Familia Sabella inſignia roſa à leonibus geſtata. | Familia Sabella inſignia roſa à leonibus geſtata.                                          |
| ۲۹.                                        | از گل رز شیری                              | هونوریوس چهارم (۱۲۸۵–۱۲۸۷)                 | جاکومو ساولی                               | از خانواده سابلا (ساولی)، نشان یک گل رز بود که توسط شیرها حمل می‌شد. نشان هونوریوس چهارم با دو شیر که از یک گل رز حمایت می‌کردند، منقوش شده بود. |                                                                                            |
| Picus inter eſcas.                         | Picus inter eſcas.                         | Nicolaus. iiii.                            | Nicolaus. iiii.                            | Picenus patria Eſculanus. | Picenus patria Eſculanus.                                                                  |
| ۳۰.                                        | دارکوب بین غذاها                           | نیکلاس چهارم (۱۲۸۸–۱۲۹۲)                   | جیرولامو ماچی                              | اهل پیچن، اهل آسکولوم (آسکولی). به احتمال زیاد این شعار یک بازی مبهم با زادگاه نیکلاس چهارم در آسکولی، در پیچنوم است. |                                                                                            |
| Ex eremo celſus.                           | Ex eremo celſus.                           | Cœleſtinus. v.                             | Cœleſtinus. v.                             | Vocatus Petrus de morrone Eremita. | Vocatus Petrus de morrone Eremita.                                                         |
| ۳۱.                                        | برخاسته از صحرا                            | سلستین پنجم (۱۲۹۴)                         | پیترو آنجلریو دا مورونه                    | پیتر ده مورونه زاهد نامیده می‌شود. پیش از انتخابش، سلستین پنجم یک زاهد بود (eremita، به معنای واقعی کلمه ساکن در eremus یا صحرا). |                                                                                            |
| Ex undarũ bn̑dictione.                      | Ex undarũ bn̑dictione.                      | Bonifacius. viii.                          | Bonifacius. viii.                          | Vocatus prius Benedictus, Caetanus, cuius inſignia undæ. | Vocatus prius Benedictus, Caetanus, cuius inſignia undæ.                                   |
| ۳۲.                                        | از برکت امواج                              | بونیفاس هشتم (۱۲۹۴–۱۳۰۳)                   | بندتو گائتانی                              | قبلاً بندیکت نامیده می‌شد، اهل گائتا، که نشانش امواج بود. نشان بونیفاس هشتم دارای یک موج در آن بود. همچنین یک بازی با کلمات، اشاره به نام مسیحی پاپ، "بندتو". |                                                                                            |
| Concionator patereus. [sic]                | Concionator patereus. [sic]                | Benedictus. xi.                            | Benedictus. xi.                            | qui uocabatur Frater Nicolaus, ordinis Prædicatorum. | qui uocabatur Frater Nicolaus, ordinis Prædicatorum.                                       |
| ۳۳.                                        | واعظ اهل پاتارا                            | بندیکت یازدهم (۱۳۰۳–۱۳۰۴)                  | نیکولو بوکاسینی                            | که برادر نیکلاس، از فرقه واعظان نامیده می‌شد. بندیکت یازدهم به فرقه واعظان تعلق داشت و هم نام او نیکلاس قدیس اهل پاتارا، پایتخت لیکیه بود. اوبراین خاطرنشان می‌کند: "همه چیز ما را به این گمان سوق می‌دهد که نویسنده و مفسر نبوت یک و یکسان هستند. مفسر متظاهر که می‌دانست پاتارا زادگاه سنت نیکلاس است، فراموش کرد که دیگران ممکن است از این واقعیت آگاه نباشند و بنابراین توضیح برای آنها بیهوده خواهد بود."                   |                                                                                            |
| De feſſis aquitanicis.                     | De feſſis aquitanicis.                     | Clemens V.                                 | Clemens V.                                 | natione aquitanus, cuius inſignia feſſæ erant. | natione aquitanus, cuius inſignia feſſæ erant.                                             |
| ۳۴.                                        | از فیس‌های آکیتن                            | کلمنت پنجم (۱۳۰۵–۱۳۱۴)                     | ریموند برتراند د گوت                       | اهل آکیتانی، که نشانش فیس‌ها بود. کلمنت پنجم اسقف سن-برتران-دو-کومینگ در آکیتن بود و در نهایت اسقف اعظم بوردو، همچنین در آکیتن شد. نشان او دارای سه نوار افقی است که در نشان‌شناسی به عنوان فیس شناخته می‌شوند. |                                                                                            |
| De ſutore oſſeo.                           | De ſutore oſſeo.                           | Ioannes XXII.                              | Ioannes XXII.                              | Gallus, familia Oſſa, Sutoris filius. | Gallus, familia Oſſa, Sutoris filius.                                                      |
| ۳۵.                                        | از یک پینه دوز استخوانی                    | ژان بیست‌ودوم (۱۳۱۶–۱۳۳۴)                   | ژاک دوئز                                   | فرانسوی، از خانواده اوسا، پسر یک پینه دوز. نام خانوادگی ژان بیست‌ودوم دوئز یا د'اوز بود، که آخرین مورد ممکن است به لاتین به عنوان اوسا ("استخوان‌ها") ترجمه شود، نامی که ویون می‌دهد. این افسانه رایج که پدرش یک پینه دوز بود، مشکوک است. |                                                                                            |
| Coruus ſchiſmaticus.                       | Coruus ſchiſmaticus.                       | Nicolaus V.                                | Nicolaus V.                                | qui uocabatur F. Petrus de corbario, contra Ioannem XXII. Antipapa Minorita. | qui uocabatur F. Petrus de corbario, contra Ioannem XXII. Antipapa Minorita.               |
| ۳۶.                                        | کلاغ تفرقه افکن                            | نیکلاس پنجم، ضد پاپ (۱۳۲۸–۱۳۳۰)            | پیترو رینالدوچی                            | که برادر پیتر اهل کورباریوم (کوروارو)، ضد پاپ مینوریت مخالف ژان بیست‌ودوم نامیده می‌شد. این شعار یک بازی با کلمات است و به زادگاه پیترو در کوروارو اشاره دارد. |                                                                                            |
| Frigidus Abbas.                            | Frigidus Abbas.                            | Benedictus XII.                            | Benedictus XII.                            | Abbas Monaſterii fontis frigidi. | Abbas Monaſterii fontis frigidi.                                                           |
| ۳۷.                                        | راهب سرد                                   | بندیکت دوازدهم (۱۳۳۴–۱۳۴۲)                 | ژاک فورنیه                                 | راهب صومعه چشمه سرد. بندیکت دوازدهم راهب صومعه فونتفروید ("چشمه سرد") بود. |                                                                                            |
| De roſa Attrebatenſi.                      | De roſa Attrebatenſi.                      | Clemens VI.                                | Clemens VI.                                | Epiſcopus Attrebatenſis, cuius inſignia Roſæ. | Epiſcopus Attrebatenſis, cuius inſignia Roſæ.                                              |
| ۳۸.                                        | از گل رز آراس                              | کلمنت ششم (۱۳۴۲–۱۳۵۲)                      | پیر روژه                                   | اسقف آراس، که نشانش گل رز بود. کلمنت ششم اسقف آراس (به لاتین، Episcopus Attrebatensis) بود و نشان او با شش گل رز منقوش شده بود. |                                                                                            |
| De mõtibus Pãmachii.                       | De mõtibus Pãmachii.                       | Innocentius VI.                            | Innocentius VI.                            | Cardinalis SS. Ioannis & Pauli. T. Panmachii, cuius inſignia ſex montes erant. | Cardinalis SS. Ioannis & Pauli. T. Panmachii, cuius inſignia ſex montes erant.             |
| ۳۹.                                        | از کوه‌های پاماکیوس                         | اینوسنت ششم (۱۳۵۲–۱۳۶۲)                    | اتین اوبِر                                  | کاردینال مقدسین جان و پل، تیتیولوس پاماکیوس، که نشانش شش کوه بود. اینوسنت ششم کاردینال کشیش پاماکیوس بود. ویون و پانوینیو نشان او را به تصویر کشیدن شش کوه توصیف می‌کنند، اگرچه منابع دیگر این کار را نمی‌کنند. |                                                                                            |
| Gallus Vicecomes.                          | Gallus Vicecomes.                          | Vrbanus V.                                 | Vrbanus V.                                 | nuncius Apoſtolicus ad Vicecomites Mediolanenſes. | nuncius Apoſtolicus ad Vicecomites Mediolanenſes.                                          |
| ۴۰.                                        | نایب السلطنه فرانسوی                       | اوربان پنجم (۱۳۶۲–۱۳۷۰)                    | گیوم دو گریموارد                           | سفیر رسولی در نایب السلطنه‌های میلان. اوربان پنجم فرانسوی بود. ویون نشان می‌دهد که او نونتسیوی حواری در نایب السلطنه‌های میلان بوده‌است. |                                                                                            |
| Nouus de uirgine forti.                    | Nouus de uirgine forti.                    | Gregorius XI.                              | Gregorius XI.                              | qui uocabatur Petrus Belfortis, Cardinalis S. Mariæ nouæ. | qui uocabatur Petrus Belfortis, Cardinalis S. Mariæ nouæ.                                  |
| ۴۱.                                        | مرد جدید از باکره قوی                      | گرگوری یازدهم (۱۳۷۰–۱۳۷۸)                  | پیر روژه دو بوفورت                         | که پتروس بلفورتیس (بوفورت)، کاردینال سنت ماریای جدید نامیده می‌شد. این شعار به نام خانوادگی گرگوری یازدهم و عنوان او کاردینال سانتا ماریا نووا اشاره دارد. |                                                                                            |
| Decruce Apoſtolica. [sic]                  | Decruce Apoſtolica. [sic]                  | Clemens VII.                               | Clemens VII.                               | qui fuit Preſbyter Cardinalis SS. XII. Apoſtolorũ cuius inſignia Crux. | qui fuit Preſbyter Cardinalis SS. XII. Apoſtolorũ cuius inſignia Crux.                     |
| ۴۲.                                        | از صلیب رسولی                              | کلمنت هفتم، ضد پاپ (۱۳۷۸–۱۳۹۴)             | روبر دو ژنو                                | که کشیش کاردینال دوازده رسول مقدس بود که نشانش یک صلیب بود. نشان کلمنت هفتم یک صلیب را نشان می‌داد و او عنوان کاردینال کشیش دوازده رسول مقدس را داشت. |                                                                                            |
| Luna Coſmedina.                            | Luna Coſmedina.                            | Benedictus XIII.                           | Benedictus XIII.                           | antea Petrus de Luna, Diaconus Cardinalis S. Mariæ in Coſmedin. | antea Petrus de Luna, Diaconus Cardinalis S. Mariæ in Coſmedin.                            |
| ۴۳.                                        | ماه کاسمدین.                               | بندیکت سیزدهم، ضد پاپ (۱۳۹۴–۱۴۲۳)          | پدرو مارتینز د لونا و پرز د گوتور          | قبلاً پتر ده لونا، کاردینال شماس سنت ماری در کاسمدین. این شعار به نام خانوادگی و عنوان بندیکت سیزدهم اشاره دارد. |                                                                                            |
| Schiſma Barchinoniũ.                       | Schiſma Barchinoniũ.                       | Clemens VIII.                              | Clemens VIII.                              | Antipapa, qui fuit Canonicus Barchinonenſis. | Antipapa, qui fuit Canonicus Barchinonenſis.                                               |
| ۴۴.                                        | تفرقه بارسلوناس                            | کلمنت هشتم، ضد پاپ (۱۴۲۳–۱۴۲۹)             | گیل سانچز مونیوز و کاربون                  | ضد پاپ، که روحانی بارسلون بود. |                                                                                            |
| De inferno prægnãti.                       | De inferno prægnãti.                       | Vrbanus VI.                                | Vrbanus VI.                                | Neapolitanus Pregnanus, natus in loco quæ dicitur Infernus. | Neapolitanus Pregnanus, natus in loco quæ dicitur Infernus.                                |
| ۴۵.                                        | از جهنم باردار.                            | اوربان ششم (۱۳۷۸–۱۳۸۹)                     | بارتولومئو پریگنانی                        | ناپلی پرنیانو، متولد مکانی که جهنم نامیده می‌شود. نام خانوادگی اوربان ششم پریگنانی یا پریگنانی بود و او اهل مکانی به نام جهنم در نزدیکی ناپل بود. |                                                                                            |
| Cubus de mixtione.                         | Cubus de mixtione.                         | Bonifacius. IX.                            | Bonifacius. IX.                            | familia tomacella à Genua Liguriæ orta, cuius inſignia Cubi. | familia tomacella à Genua Liguriæ orta, cuius inſignia Cubi.                               |
| ۴۶.                                        | مربع مخلوط                                 | بونیفاس نهم (۱۳۸۹–۱۴۰۴)                    | پیترو سیبو توماچلی                         | از خانواده توماچلی، متولد جنوا در لیگوریا، که نشانش مکعب بود. نشان بونیفاس نهم شامل یک نوار شطرنجی است - یک نوار پهن با الگوی شطرنجی. |                                                                                            |
| De meliore ſydere.                         | De meliore ſydere.                         | Innocentius. VII.                          | Innocentius. VII.                          | uocatus Coſmatus de melioratis Sulmonenſis, cuius inſignia ſydus. | uocatus Coſmatus de melioratis Sulmonenſis, cuius inſignia ſydus.                          |
| ۴۷.                                        | از یک ستاره‌ی بهتر                          | اینوسنت هفتم (۱۴۰۴–۱۴۰۶)                   | کوزیمو جنتیله میلیوراتی                    | به نام کوزماتو دی میلیوراتی اهل سولمونا، که نشانش یک ستاره بود. این شعار یک بازی با کلمات است، "بهتر" (melior) به نام خانوادگی اینوسنت هفتم، میلیوراتی (Meliorati) اشاره دارد. یک ستاره دنباله دار روی نشان او وجود دارد. |                                                                                            |
| Nauta de Ponte nigro.                      | Nauta de Ponte nigro.                      | Gregorius XII.                             | Gregorius XII.                             | Venetus, commendatarius eccleſiæ Nigropontis. | Venetus, commendatarius eccleſiæ Nigropontis.                                              |
| ۴۸.                                        | ملوان از پل سیاه                           | گرگوری دوازدهم (۱۴۰۶–۱۴۱۵)                 | آنجلو کورر                                 | اهل ونیز، متولی کلیسای نگروپونته. گرگوری دوازدهم در ونیز به دنیا آمد (از این رو دریانورد) و متولی خالکیس بود که در آن زمان نگروپونت نامیده می‌شد. |                                                                                            |
| Flagellum ſolis.                           | Flagellum ſolis.                           | Alexander. V.                              | Alexander. V.                              | Græcus Archiepiſcopus Mediolanenſis, inſignia Sol. | Græcus Archiepiſcopus Mediolanenſis, inſignia Sol.                                         |
| ۴۹.                                        | تازیانه خورشید                             | الکساندر پنجم، ضد پاپ (۱۴۰۹–۱۴۱۰)          | پتروس فیلارگس                              | یونانی، اسقف اعظم میلان، که نشانش خورشید بود. نشان الکساندر پنجم دارای یک خورشید بود، پرتوهای موج دار ممکن است اشاره به تازیانه را توضیح دهند. |                                                                                            |
| Ceruus Sirenæ.                             | Ceruus Sirenæ.                             | Ioannes XXIII.                             | Ioannes XXIII.                             | Diaconus Cardinalis S. Euſtachii, qui cum ceruo depingitur, Bononiæ legatus, Neapolitanus. | Diaconus Cardinalis S. Euſtachii, qui cum ceruo depingitur, Bononiæ legatus, Neapolitanus. |
| ۵۰.                                        | گوزن سیرن                                  | ژان بیست‌وسوم، ضد پاپ (۱۴۱۰–۱۴۱۵)           | بالداساره کوسا                             | کاردینال شماس سنت اوستاس، که با یک گوزن به تصویر کشیده شده‌است. نماینده بولونیا، یک ناپلی. ژان بیست‌وسوم کاردینالی با عنوان سنت اوستاکیوس بود که نمادش یک گوزن است و اصالتاً اهل ناپل بود که نماد سیرن را دارد. |                                                                                            |
| Corona ueli aurei.                         | Corona ueli aurei.                         | Martinus V.                                | Martinus V.                                | familia colonna, Diaconus Cardinalis S. Georgii ad uelum aureum. | familia colonna, Diaconus Cardinalis S. Georgii ad uelum aureum.                           |
| ۵۱.                                        | تاج پرده طلایی                             | مارتین پنجم (۱۴۱۷–۱۴۳۱)                    | اودونه کولونا                              | از خانواده کولونا، کاردینال شماس سنت جورج در پرده طلایی. این شعار به نام خانوادگی مارتین پنجم و عنوان کاردینالی او در سان جورجو این ولابرو اشاره دارد. |                                                                                            |
| Lupa Cœleſtina,                            | Lupa Cœleſtina,                            | Eugenius. IIII.                            | Eugenius. IIII.                            | Venetus, canonicus antea regularis Cœleſtinus, & Epiſcopus Senẽſis. | Venetus, canonicus antea regularis Cœleſtinus, & Epiſcopus Senẽſis.                        |
| ۵۲.                                        | گرگ ماده آسمانی                            | اوژن چهارم (۱۴۳۱–۱۴۴۷)                     | گابریله کوندولمر                           | یک ونیزی، که قبلاً یک روحانی سلستینی عادی و اسقف سیه‌نا بود. اوژن چهارم به فرقه سلستینی‌ها تعلق داشت و اسقف سیه‌نا بود که یک گرگ ماده بر روی نشان خود دارد. |                                                                                            |
| Amator Crucis.                             | Amator Crucis.                             | Felix. V.                                  | Felix. V.                                  | qui uocabatur Amadæus Dux Sabaudiæ, inſignia Crux. | qui uocabatur Amadæus Dux Sabaudiæ, inſignia Crux.                                         |
| ۵۳.                                        | عاشق صلیب                                  | فلیکس پنجم، ضد پاپ (۱۴۳۹–۱۴۴۹)             | آمادئو دی ساوویا                           | کسی که آمادئوس، دوک ساووی نامیده می‌شد، نشانش یک صلیب بود. این شعار به نام کوچک فلیکس پنجم، آمادئوس، و نشان او دارد که صلیب ساووی را نشان می‌داد. |                                                                                            |
| De modicitate Lunæ.                        | De modicitate Lunæ.                        | Nicolaus V.                                | Nicolaus V.                                | Lunenſis de Sarzana, humilibus parentibus natus. | Lunenſis de Sarzana, humilibus parentibus natus.                                           |
| ۵۴.                                        | از پستی لونا                               | نیکلاس پنجم (۱۴۴۷–۱۴۵۵)                    | توماسو پرنتوچلی                            | یک لونایی از سارزانا، متولد از والدین فروتن. نیکلاس پنجم در قلمرو اسقفی لونی به دنیا آمد که نام باستانی آن لونا بود. |                                                                                            |
| Bos paſcens.                               | Bos paſcens.                               | Calliſtus. III.                            | Calliſtus. III.                            | Hiſpanus, cuius inſignia Bos paſcens. | Hiſpanus, cuius inſignia Bos paſcens.                                                      |
| ۵۵.                                        | گاو در حال چرا                             | کالیستوس سوم (۱۴۵۵–۱۴۵۸)                   | آلفونسو د بورخا                            | یک اسپانیایی، که نشانش یک گاو در حال چرا بود. کالیستوس سوم در اسپانیا به دنیا آمد و نشان خانوادگی او یک گاو را نشان می‌داد. |                                                                                            |
| De Capra & Albergo.                        | De Capra & Albergo.                        | Pius. II.                                  | Pius. II.                                  | Senenſis, qui fuit à Secretis Cardinalibus Capranico & Albergato. | Senenſis, qui fuit à Secretis Cardinalibus Capranico & Albergato.                          |
| ۵۶.                                        | از یک بز ماده و یک مسافرخانه               | پیوس دوم (۱۴۵۸–۱۴۶۴)                       | اِنئا سیلویو بارتولومئو پیکولومینی          | یک سیه‌نایی، که منشی کاردینال‌ها کاپرانیکوس و آلبرگاتوس بود. پیوس دوم پیش از انتخابش به عنوان پاپ، منشی کاردینال دومنیکو کاپرانیکا و کاردینال آلبرگاتی بود. |                                                                                            |
| De Ceruo & Leone.                          | De Ceruo & Leone.                          | Paulus. II.                                | Paulus. II.                                | Venetus, qui fuit Commendatarius eccleſiæ Ceruienſis, & Cardinalis tituli S. Marci. | Venetus, qui fuit Commendatarius eccleſiæ Ceruienſis, & Cardinalis tituli S. Marci.        |
| ۵۷.                                        | از یک گوزن و شیر                           | پل دوم (۱۴۶۴–۱۴۷۱)                         | پیترو باربو                                | یک ونیزی، که متولی کلیسای چرویا و کاردینال با عنوان سنت مارک بود. این شعار به اسقف‌نشین او در چرویا (بازی با کلمه cervus به معنای «گوزن») و عنوان کاردینالی او، سنت مارک (که نماد آن یک شیر بالدار است)، اشاره دارد. |                                                                                            |
| Piſcator minorita.                         | Piſcator minorita.                         | Sixtus. IIII.                              | Sixtus. IIII.                              | Piſcatoris filius, Franciſcanus. | Piſcatoris filius, Franciſcanus.                                                           |
| ۵۸.                                        | ماهیگیر مینوریت                            | سیکستوس چهارم (۱۴۷۱–۱۴۸۴)                  | فرانچسکو دلا رووره                         | پسر یک ماهیگیر، فرانسیسکن. سیکتوس چهارم پسر یک ماهیگیر و عضو فرقه فرانسیسکن‌ها بود که به «مینوریت‌ها» نیز معروف بودند (تأسیس در ۱۲۰۹، پس از مرگ مالاکی). |                                                                                            |
| Præcurſor Siciliæ.                         | Præcurſor Siciliæ.                         | Innocentius VIII.                          | Innocentius VIII.                          | qui uocabatur Ioãnes Baptiſta, & uixit in curia Alfonſi regis Siciliæ. | qui uocabatur Ioãnes Baptiſta, & uixit in curia Alfonſi regis Siciliæ.                     |
| ۵۹.                                        | پیشروی سیسیلی                              | اینوسنت هشتم (۱۴۸۴–۱۴۹۲)                   | جووانی باتیستا چیبو                        | کسی که یحیی تعمیددهنده نامیده می‌شد و در دربار آلفونسو، پادشاه سیسیل زندگی می‌کرد. اینوسنت هشتم اهل سیسیل بود. «پیشرو» ممکن است به عنوان اشاره‌ای به نام تولد او، برگرفته از یحیی تعمیددهنده، پیشروی عیسی، توضیح داده شود. |                                                                                            |
| Bos Albanus in portu.                      | Bos Albanus in portu.                      | Alexander VI.                              | Alexander VI.                              | Epiſcopus Cardinalis Albanus & Portuenſis, cuius inſignia Bos. | Epiſcopus Cardinalis Albanus & Portuenſis, cuius inſignia Bos.                             |
| ۶۰.                                        | گاو آلبانی در بندر                         | الکساندر ششم (۱۴۹۲–۱۵۰۳)                   | رودریک یانسول ای د بورخا                   | اسقف کاردینال آلبانو و پورتو، که نشانش یک گاو بود. در سال ۱۴۵۶، او به مقام کاردینالی رسید و عناوین اسقف کاردینال آلبانو و پورتو-سانتا روفینا را داشت و نشان او یک گاو را نشان می‌داد. |                                                                                            |
| De paruo homine.                           | De paruo homine.                           | Pius. III.                                 | Pius. III.                                 | Senenſis, familia piccolominea. | Senenſis, familia piccolominea.                                                            |
| ۶۱.                                        | از مردی کوچک                               | پیوس سوم (۱۵۰۳)                            | فرانچسکو تدسکینی-پیکولومینی                | یک سیه‌نایی، از خانواده پیکولومینی. نام خانوادگی پیوس سوم پیکولومینی بود، از piccolo به معنای «کوچک» و uomo به معنای «مرد». |                                                                                            |
| Fructus Iouis iuuabit.                     | Fructus Iouis iuuabit.                     | Iulius. II.                                | Iulius. II.                                | Ligur, eius inſignia Quercus, Iouis arbor. | Ligur, eius inſignia Quercus, Iouis arbor.                                                 |
| ۶۲.                                        | میوه ژوپیتر یاری خواهد کرد                 | ژولیوس دوم (۱۵۰۳–۱۵۱۳)                     | جولیانو دلا رووره                          | یک جنوایی، نشان او یک بلوط، درخت ژوپیتر بود. نشان ژولیوس دوم یک درخت بلوط بود، درخت مقدس خدای رومی ژوپیتر. |                                                                                            |
| De craticula Politiana.                    | De craticula Politiana.                    | Leo. X.                                    | Leo. X.                                    | filius Laurentii medicei, & ſcholaris Angeli Politiani. | filius Laurentii medicei, & ſcholaris Angeli Politiani.                                    |
| ۶۳.                                        | از کباب‌پز پولیتیان                         | لئون دهم (۱۵۱۳–۱۵۲۱)                       | جووانی دی لورنتزو د مدیچی                  | پسر لورنتزو د مدیچی، و شاگرد آنجلو پولیتیزیانو. مربی و مرشد لئون دهم آنجلو پولیتیزیانو بود. «کباب‌پز» در این شعار به وضوح به لورنس رم اشاره دارد که بر روی یک کباب‌پز به شهادت رسید. این اشاره‌ای نسبتاً غیرمستقیم به لورنتزوی باشکوه است که پدر جووانی بود. |                                                                                            |
| Leo Florentius.                            | Leo Florentius.                            | Adrian. VI.                                | Adrian. VI.                                | Florẽtii filius, eius inſignia Leo. | Florẽtii filius, eius inſignia Leo.                                                        |
| ۶۴.                                        | شیر فلورانسی                               | آدریان ششم (۱۵۲۲–۱۵۲۳)                     | آدریان فلوریسزون بوینس                     | پسر فلورنتیوس، نشان او یک شیر بود. نشان خانوادگی آدrian ششم دو شیر داشت و نام او گاهی به صورت آدریان فلورنس یا انواع دیگر، برگرفته از نام کوچک پدرش فلورنس (Florentius)، آورده می‌شود. |                                                                                            |
| Flos pilei ægri.                           | Flos pilei ægri.                           | Clemens. VII.                              | Clemens. VII.                              | Florentinus de domo medicea, eius inſignia pila, & lilia. | Florentinus de domo medicea, eius inſignia pila, & lilia.                                  |
| ۶۵.                                        | گل قرص مرد بیمار                           | کلمنت هفتم (۱۵۲۳–۱۵۳۴)                     | جولیو دی جولیانو د مدیچی                   | یک فلورانسی از خاندان مدیچی، نشان او توپ‌های قرص و زنبق بود. نشان خانوادگی خاندان مدیچی با شش توپ پزشکی تزیین شده بود. یکی از این توپ‌ها، که بزرگترینِ شش توپ بود، با زنبق فلورانسی آراسته شده بود. |                                                                                            |
| Hiacinthus medicorũ.                       | Hiacinthus medicorũ.                       | Paulus. III.                               | Paulus. III.                               | Farneſius, qui lilia pro inſignibus geſtat, & Card. fuit SS. Coſme, & Damiani. | Farneſius, qui lilia pro inſignibus geſtat, & Card. fuit SS. Coſme, & Damiani.             |
| ۶۶.                                        | سنبل پزشکان                                | پل سوم (۱۵۳۴–۱۵۴۹)                         | آلساندرو فارنزه                            | فارنزه، که نشانش زنبق بود و کاردینال قدیسان کاسماس و دامیان بود. به گفته برخی منابع، نشان خانوادگی پل سوم با سنبل‌ها تزیین شده بود و او کاردینال قدیسان کاسموس و دامیان بود که هر دو پزشک بودند. این قدیسان طبق روایات برادران دوقلو بودند و به طور مشترک به عنوان حامیان پزشکان، جراحان و داروسازان شناخته می‌شوند. آنها گاهی با نمادهای پزشکی به تصویر کشیده می‌شوند.                                                         |                                                                                            |
| De corona montana.                         | De corona montana.                         | Iulius. III.                               | Iulius. III.                               | antea uocatus Ioannes Maria de monte. | antea uocatus Ioannes Maria de monte.                                                      |
| ۶۷.                                        | از تاج کوهستانی                            | ژولیوس سوم (۱۵۵۰–۱۵۵۵)                     | جووانی ماریا چوکی دل مونته                 | قبلاً جووانی ماریا اهل کوه (د مونته) نامیده می‌شد نشان خانوادگی او کوه‌ها و تاج‌های لور (حلقه‌های گل) را نشان می‌داد. |                                                                                            |
| Frumentum flocidum. [sic]                  | Frumentum flocidum. [sic]                  | Marcellus. II.                             | Marcellus. II.                             | cuius inſignia ceruus & frumẽtum, ideo floccidum, quod pauco tempore uixit in papatu. | cuius inſignia ceruus & frumẽtum, ideo floccidum, quod pauco tempore uixit in papatu.      |
| ۶۸.                                        | دانه ناچیز                                 | مارسلوس دوم (۱۵۵۵)                         | مارچلو چروینی دلی اسپانوکی                 | کسی که نشانش یک گوزن و دانه بود؛ «ناچیز»، زیرا او فقط مدت کوتاهی به عنوان پاپ زندگی کرد. نشان خانوادگی او یک گوزن و خوشه‌های گندم را نشان می‌داد. |                                                                                            |
| De fide Petri.                             | De fide Petri.                             | Paulus. IIII.                              | Paulus. IIII.                              | antea uocatus Ioannes Petrus Caraffa. | antea uocatus Ioannes Petrus Caraffa.                                                      |
| ۶۹.                                        | از ایمان پطرس                              | پل چهارم (۱۵۵۵–۱۵۵۹)                       | جان پیترو کارافا                           | قبلاً جان پیتر کارافا نامیده می‌شد. گفته می‌شود پل چهارم از نام مسیحی دوم خود، پیترو استفاده می‌کرد. |                                                                                            |
| Eſculapii pharmacum.                       | Eſculapii pharmacum.                       | Pius. IIII.                                | Pius. IIII.                                | antea dictus Io. Angelus Medices. | antea dictus Io. Angelus Medices.                                                          |
| ۷۰.                                        | داروی اسقلبیوس                             | پیوس چهارم (۱۵۵۹–۱۵۶۵)                     | جووانی آنجلو مدیچی                         | قبلاً جووانی آنجلو مدیچی نامیده می‌شد. این شعار احتمالاً اشاره‌ای ساده به نام خانوادگی پیوس چهارم است. |                                                                                            |
| Angelus nemoroſus.                         | Angelus nemoroſus.                         | Pius. V.                                   | Pius. V.                                   | Michael uocatus, natus in oppido Boſchi. | Michael uocatus, natus in oppido Boſchi.                                                   |
| ۷۱.                                        | فرشته بیشه                                 | پیوس پنجم (۱۵۶۶–۱۵۷۲)                      | آنتونیو گیسلیری                            | میکائیل نامیده می‌شد، متولد شهر بوسکو. پیوس پنجم در بوسکو، پیمونت به دنیا آمد؛ نام این مکان به معنای بیشه است. نام مذهبی او «میکله» بود و میکله به فرشته مقرب میکائیل مربوط می‌شود. اوبراین در اینجا اشاره می‌کند که بسیاری از پیشگویی‌ها حاوی بازی با کلمات ایتالیایی هستند که در توضیحات ارائه شده در Lignum Vitae به صراحت بیان نشده‌اند.                                                                                      |                                                                                            |
| Medium corpus pilarũ.                      | Medium corpus pilarũ.                      | Gregorius. XIII.                           | Gregorius. XIII.                           | cuius inſignia medius Draco, Cardinalis creatus à Pio. IIII. qui pila in armis geſtabat. | cuius inſignia medius Draco, Cardinalis creatus à Pio. IIII. qui pila in armis geſtabat.   |
| ۷۲.                                        | نیم‌تنه توپ‌ها                               | گرگوری سیزدهم (۱۵۷۲–۱۵۸۵)                  | اوگو بونکومپانی                            | کسی که نشانش یک نیمه اژدها بود؛ کاردینالی که توسط پیوس چهارم، که توپ‌هایی در نشان خود داشت، منصوب شد. «توپ‌ها» در این شعار به پاپ پیوس چهارم اشاره دارد که گرگوری را به مقام کاردینالی رسانده بود. پاپ گرگوری یک اژدها با نیم‌تنه بر روی نشان خانوادگی خود داشت. |                                                                                            |
| Axis in medietate ſigni.                   | Axis in medietate ſigni.                   | Sixtus. V.                                 | Sixtus. V.                                 | qui axem in medio Leonis in armis geſtat. | qui axem in medio Leonis in armis geſtat.                                                  |
| ۷۳.                                        | محور در میان یک نشان.                      | سیکستوس پنجم (۱۵۸۵–۱۵۹۰)                   | فلیچه پرتی دی مونتالتو                     | کسی که در نشان خود محوری در میان یک شیر دارد. این توصیفی نسبتاً مستقیم از نشان خانوادگی سیکستوس پنجم است. |                                                                                            |
| De rore cœli.                              | De rore cœli.                              | Vrbanus. VII.                              | Vrbanus. VII.                              | qui fuit Archiepiſcopus Roſſanenſis in Calabria, ubi mãna colligitur. | qui fuit Archiepiſcopus Roſſanenſis in Calabria, ubi mãna colligitur.                      |
| ۷۴.                                        | از شبنم آسمان                              | اوربان هفتم (۱۵۹۰)                         | جووانی باتیستا کاستانیا                    | وی اسقف اعظم روسانو در کالابریا بود، منطقه‌ای که مَنّا در آن جمع‌آوری می‌شود. او پیشتر اسقف اعظم روسانو در کالابریا بود، جایی که صمغی به نام «شبنم بهشتی» از درختان جمع‌آوری می‌شود. |                                                                                            |

### لیست پاپ‌های پس از انتشار (۱۵۹۰-حال حاضر)
برای این گروه از پاپ‌ها، متن منتشرشده تنها نام‌های سه پاپ اول را ارائه می‌دهد - آنانی که در فاصله‌ی بین اولین نشانه‌های حضور متن (در حدود ۱۵۹۰) و تاریخ انتشار رسمی آن در ۱۵۹۵ به مقام پاپی رسیدند. لیست از اینجا به بعد حاوی ستون «توضیح رساله‌ی Lignum Vitæ» نیست.
| پاپ‌های پس از انتشار (۱۵۹۰–اکنون) | پاپ‌های پس از انتشار (۱۵۹۰–اکنون) | پاپ‌های پس از انتشار (۱۵۹۰–اکنون) | پاپ‌های پس از انتشار (۱۵۹۰–اکنون) | پاپ‌های پس از انتشار (۱۵۹۰–اکنون) | پاپ‌های پس از انتشار (۱۵۹۰–اکنون) |
| شماره شعار | شعار (ترجمه) | نام واقعی (در دوران پاپی) | نام | توضیحات ارائه شده در Lignum Vitae | نشان خانوادگی |
| --- | --- | --- | --- | --- | --- |
| Ex antiquitate Vrbis. | Ex antiquitate Vrbis. | Gregorius. XIV. | Gregorius. XIV. | | |
| ۷۵. | از قدمت شهر / از شهر قدیمی | گرگوری چهاردهم (۱۵۹۰–۱۵۹۱) | نیکولو اسفوندراتی | این ممکن است توسط نویسنده پیشگویی‌ها به این منظور بوده باشد که کاردینال جیرولامو سیمونچلی برای جانشینی اوربان هفتم مقدر شده بود. سیمونچلی اهل اورvieto بود که در لاتین Urbs vetus به معنای شهر قدیمی است. با این حال، سیمونچلی به عنوان پاپ انتخاب نشد، بلکه نیکولو اسفوندراتی انتخاب شد که نام گرگوری چهاردهم را برگزید. طرفداران پیشگویی‌ها تلاش کرده‌اند این موضوع را با اشاره به این‌که پدر گرگوری چهاردهم سناتور شهر باستانی میلان بوده و کلمه "سناتور" از کلمه لاتین senex به معنای پیرمرد گرفته شده، یا این‌که میلان همان "شهر قدیمی" مورد نظر است که در حدود ۴۰۰ سال قبل از میلاد تأسیس شده، توضیح دهند. | |
| Pia ciuitas in bello. | Pia ciuitas in bello. | Innocentius. IX. | Innocentius. IX. | | |
| ۷۶. | شهروندان باتقوا در جنگ | اینوسنت نهم (۱۵۹۱) | جووانی آنتونیو فاکینتی | طرفداران پیشگویی‌ها تفاسیر مختلفی را برای مرتبط ساختن این شعار با اینوسنت نهم پیشنهاد کرده‌اند، از جمله اشاراتی به زادگاه او بولونیا یا عنوان پاتریارک اورشلیم. | |
| Crux Romulea. | Crux Romulea. | Clemens. VIII. | Clemens. VIII. | | |
| ۷۷. | صلیب رومولوس | کلمنت هشتم (۱۵۹۲–۱۶۰۵) | ایپولیتو آلدوبراندینی | طرفداران پیشگویی‌ها تفاسیر مختلفی را برای مرتبط ساختن این شعار با کلمنت هشتم پیشنهاد کرده‌اند، از جمله ارتباط آن با نوار مورب کنگره‌دار روی نشان او یا جنگ بین ایرلند کاتولیک و انگلستان پروتستان در دوران پاپی او. | |
| Vndoſus uir. | | | | | |
| ۷۸. | مرد موجی | لئون یازدهم (۱۶۰۵) | آلساندرو اوتاویانو د مدیچی | این ممکن است توسط نویسنده پیشگویی‌ها به این منظور بوده باشد که به مخاطبان خود یک طرح احتمالی نشان‌شناسی را القا کند، اما با نشان مدیچی لئون یازدهم مطابقت ندارد. طرفداران پیشگویی‌ها تفاسیر مختلفی را برای مرتبط ساختن این شعار با این پاپ پیشنهاد کرده‌اند، از جمله ارتباط آن با سلطنت کوتاه او که «مانند یک موج گذشت». | |
| Gens peruerſa. | | | | | |
| ۷۹. | نژاد شریر | پل پنجم (۱۶۰۵–۱۶۲۱) | کامیلو بورگزه | طرفداران پیشگویی‌ها پیشنهاد کرده‌اند که این شعار به اژدها و عقاب روی نشان پل پنجم اشاره دارد. | |
| In tribulatione pacis. | | | | | |
| ۸۰. | در مصیبت صلح | گرگوری پانزدهم (۱۶۲۱–۱۶۲۳) | آلساندرو لودوویزی | فقدان توضیحات قابل قبول برای این شعار، اوبراین را به این اظهار نظر وامی‌دارد: «پیامبر، تا سال ۱۵۹۰، با کلیات سروکار نداشت». | |
| Lilium et roſa. | | | | | |
| ۸۱. | زنبق و رز | اوربان هشتم (۱۶۲۳–۱۶۴۴) | مافئو باربرینی | این شعار نیز ممکن است به منظور اشاره به یک نماد نشان‌شناسی بوده باشد، اما با نشان اوربان هشتم مطابقت ندارد. طرفداران پیشگویی‌ها به طور جایگزین پیشنهاد کرده‌اند که این شعار به زنبورهایی که در نشان او وجود دارد، به گل زنبق زادگاهش فلورانس، یا به تعاملات او در فرانسه (زنبق) و انگلستان (رز) اشاره دارد. | |
| Iucunditas crucis. | | | | | |
| ۸۲. | لذت صلیب | اینوسنت دهم (۱۶۴۴–۱۶۵۵) | جووانی باتیستا پامفیلی | طرفداران پیشگویی‌ها تلاش کرده‌اند این شعار را با اشاره به این‌که او در حدود زمان عید تجلیل صلیب به مقام پاپی رسید، به اینوسنت دهم مرتبط سازند. | |
| Montium cuſtos. | | | | | |
| ۸۳. | نگهبان کوه‌ها | الکساندر هفتم (۱۶۵۵–۱۶۶۷) | فابیو کیجی | طرفداران پیشگویی‌ها تلاش کرده‌اند این شعار را با اشاره به این‌که نشان پاپی او شامل شش تپه است، به الکساندر هفتم مرتبط سازند، اگرچه این یک نماد غیرمعمول نبود و این توضیح نمی‌تواند بخش «نگهبان» شعار را توجیه کند. | |
| Sydus olorum. | | | | | |
| ۸۴. | ستاره قوها | کلمنت نهم (۱۶۶۷–۱۶۶۹) | جولیو روسپیلیوزی | این نیز ممکن است به عنوان اشاره‌ای به نشان‌شناسی در نظر گرفته شده باشد؛ اوبراین اشاره می‌کند که یک خانواده ایتالیایی با نشانی از یک قو با ستاره‌ها وجود دارد، اما هیچ ارتباطی با کلمنت نهم نداشت. طرفداران پیشگویی‌ها ادعا کرده‌اند که او در طول کنفرانس پاپی اتاقی به نام «اتاق قوها» داشته است. | |
| De flumine magno. | | | | | |
| ۸۵. | از یک رود بزرگ | کلمنت دهم (۱۶۷۰–۱۶۷۶) | امیلیو بوناونتورا آلتیری | طرفداران پیشگویی‌ها تلاش کرده‌اند این شعار را با ادعای این‌که تیبر در هنگام تولد او طغیان کرده یا به عنوان اشاره‌ای مبهم به نام خانوادگی او، به کلمنت دهم مرتبط سازند. | |
| Bellua inſatiabilis. | | | | | |
| ۸۶. | جانور سیری‌ناپذیر | اینوسنت یازدهم (۱۶۷۶–۱۶۸۹) | بندتو اودسکالکی | طرفداران پیشگویی‌ها تلاش کرده‌اند این شعار را به شیر روی نشان اینوسنت یازدهم مرتبط سازند. | |
| Pœnitentia glorioſa. | | | | | |
| ۸۷. | توبه باشکوه | الکساندر هشتم (۱۶۸۹–۱۶۹۱) | پیترو ویتو اوتوبونی | طرفداران پیشگویی‌ها تلاش کرده‌اند این شعار را با تفسیر آن به عنوان اشاره‌ای به تسلیم اسقف‌های گالیکان، به الکساندر هشتم مرتبط سازند. اوبراین اشاره می‌کند: «در هر دوره پاپی توبه‌های باشکوهی وجود دارد.» | |
| Raſtrum in porta. | | | | | |
| ۸۸. | شن‌کش در درگاه | اینوسنت دوازدهم (۱۶۹۱–۱۷۰۰) | آنتونیو پینیاتلی | برخی منابع که به این پیشگویی می‌پردازند، نام خانوادگی اینوسنت دوازدهم را "پینیاتلی دل راستلو" ذکر می‌کنند که راه روشنی برای طرفداران جهت ارتباط این شعار با این پاپ فراهم می‌کند (rastello یا rastrello در ایتالیایی به معنای شن‌کش است). اما دیگران، نام خانوادگی پاپ را به سادگی "پینیاتلی" ذکر کرده و اشاره می‌کنند که یافتن توضیح رضایت‌بخشی برای ارتباط پاپ با این شعار دشوار است. | |
| Flores circundati. | | | | | |
| ۸۹. | گل‌های احاطه شده | کلمنت یازدهم (۱۷۰۰–۱۷۲۱) | جووانی فرانچسکو آلبانی | سکه‌ای از کلمنت یازدهم با شعار "Flores circumdati" ساخته شد که از توصیف او در پیشگویی‌ها گرفته شده بود، پیشگویی‌هایی که در آن زمان به طور گسترده منتشر شده بودند. | |
| De bona religione. | | | | | |
| ۹۰. | از دین نیک | اینوسنت سیزدهم (۱۷۲۱–۱۷۲۴) | میکل‌آنجلو دی کونتی | طرفداران پیشگویی‌ها تلاش کرده‌اند این شعار را با تفسیر آن به عنوان اشاره‌ای به این واقعیت که چندین پاپ از خانواده او بوده‌اند، به اینوسنت سیزدهم مرتبط سازند. | |
| Miles in bello. | | | | | |
| ۹۱. | سرباز در جنگ | بندیکت سیزدهم (۱۷۲۴–۱۷۳۰) | پیرفرانچسکو اورسینی | طرفداران پیشگویی‌ها تلاش کرده‌اند این شعار را به جنگ‌های خاصی که در دوران پاپی بندیکت سیزدهم رخ داد یا به جنگی مجازی علیه انحطاط و به نفع ریاضت، مرتبط سازند. | |
| Columna excelſa. | | | | | |
| ۹۲. | ستون بلند | کلمنت دوازدهم (۱۷۳۰–۱۷۴۰) | لورنزو کورسینی | این ممکن است توسط نویسنده پیشگویی‌ها به عنوان اشاره‌ای به پاپی از خانواده کولونا در نظر گرفته شده باشد؛ شعار مشابهی برای توصیف مارتین پنجم، که قبل از انتشار پیشگویی‌ها پاپ بود، استفاده شده بود. طرفداران پیشگویی‌ها تلاش کرده‌اند این شعار را به عنوان اشاره‌ای به مجسمه‌ای که به یاد او برپا شده یا استفاده از دو ستون از پانتئون آگریپا در کلیسایی که او ساخت، به کلمنت دوازدهم مرتبط سازند. | |
| Animal rurale. | | | | | |
| ۹۳. | حیوان روستایی | بندیکت چهاردهم (۱۷۴۰–۱۷۵۸) | پروسپرو لورنزو لامبرتینی | این ممکن است به عنوان اشاره‌ای به نشان‌های خانوادگی در نظر گرفته شده باشد، اما با نشان بندیکت چهاردهم مطابقت ندارد. طرفداران پیشگویی‌ها تلاش کرده‌اند این شعار را به عنوان توصیفی از پشتکار «گاو نر» او، به این پاپ مرتبط سازند. | |
| Roſa Vmbriæ. | | | | | |
| ۹۴. | رز اومبریا | کلمنت سیزدهم (۱۷۵۸–۱۷۶۹) | کارلو دلا توره دی رزونیکو | طرفداران پیشگویی‌ها تلاش کرده‌اند این شعار را به عنوان اشاره‌ای به تقدیس چندین فرانسیسکن توسط او، که شعار می‌تواند به آن فرقه اشاره داشته باشد، به کلمنت سیزدهم مرتبط سازند. | |
| Vrſus uelox. | | | | | |
| ۹۵. | خرس تیزرو (بعدها به اشتباه به صورت Cursus velox مسیر سریع یا Visus velox نگاه سریع چاپ شد)                                                                                          | کلمنت چهاردهم (۱۷۶۹–۱۷۷۴) | جووانی وینچنزو آنتونیو گانگانلی | طرفداران پیشگویی‌ها در ارائه توضیح رضایت‌بخشی برای این شعار با مشکل مواجه شده‌اند؛ برخی نویسندگان بدون مدرک ادعا می‌کنند که نشان گانگانلی یک خرس در حال دویدن داشته است، اما این ادعا مشکوک است. | |
| Peregrin۹ apoſtolic۹. | | | | | |
| ۹۶. | زائر رسولی | پیوس ششم (۱۷۷۵–۱۷۹۹) | جووانی آنجلو اونوفریو ملکیوره ناتاله آنتونیو براسکی | طرفداران پیشگویی‌ها تلاش کرده‌اند این شعار را با پیشنهاد آن به عنوان اشاره‌ای به سلطنت طولانی او، به پیوس ششم مرتبط سازند. | |
| Aquila rapax. | | | | | |
| ۹۷. | عقاب درنده | پیوس هفتم (۱۸۰۰–۱۸۲۳) | بارنابا نیکولو ماریا لوئیجی کیارامونتی | طرفداران پیشگویی‌ها تلاش کرده‌اند این شعار را با پیشنهاد آن به عنوان اشاره‌ای به عقاب روی نشان ناپلئون، که سلطنتش به عنوان امپراتور فرانسه در دوران پاپی پیوس رخ داد، به پیوس هفتم مرتبط سازند. | |
| Canis & coluber. | | | | | |
| ۹۸. | سگ و افعی | لئون دوازدهم (۱۸۲۳–۱۸۲۹) | آنیباله فرانچسکو کلمنته ملکیوره جیرولامو نیکولا دلا گنگا | طرفداران پیشگویی‌ها تلاش کرده‌اند این شعار را با این پیشنهاد که سگ و مار به ترتیب اشاراتی به ویژگی‌های هوشیاری و احتیاط او هستند، به لئون دوازدهم مرتبط سازند. | |
| Vir religioſus. | | | | | |
| ۹۹. | مرد مذهبی | پیوس هشتم (۱۸۲۹–۱۸۳۰) | فرانچسکو ساوریو ماریا فلیچه کاستیلیونی | طرفداران پیشگویی‌ها تلاش کرده‌اند این شعار را با این پیشنهاد که به نام پاپی او یا این واقعیت که او اولین پاپ از خانواده‌اش نبوده اشاره دارد، به پیوس هشتم مرتبط سازند. | |
| De balneis Ethruriæ. | | | | | |
| ۱۰۰. | از حمام‌های اتروریا | گرگوری شانزدهم (۱۸۳۱–۱۸۴۶) | بارتولومئو آلبرتو کاپلاری | طرفداران پیشگویی‌ها تلاش کرده‌اند این شعار را با این پیشنهاد که به عضویت او در فرقه کامالدولی اشاره دارد، که در قرن سیزدهم در محلی به نام Balneum (حمام) در لاتین، در اتروریا (توسکانی) تأسیس شد، به گرگوری شانزدهم مرتبط سازند. | |
| Crux de cruce. | | | | | |
| ۱۰۱. | صلیب از صلیب | پیوس نهم (۱۸۴۶–۱۸۷۸) | جووانی ماریا باتیستا پیترو پلگرینو ایزیدورو ماستای-فرتی | طرفداران پیشگویی‌ها تلاش کرده‌اند این شعار را با تفسیر آن به عنوان اشاره‌ای به مشکلات ("صلیب‌ها") او با دودمان ساوی، که نمادش یک صلیب است، به پیوس نهم مرتبط سازند. اوبراین اشاره می‌کند: «یک جاعل بسیار مایل خواهد بود که به دلیل ارتباط ضروری صلیب با همه پاپ‌ها و همچنین احتمال وجود آن به شکلی یا شکلی دیگر بر روی نشان پاپ، به نوعی به آن اشاره کند.» | |
| Lumen in cœlo. | | | | | |
| ۱۰۲. | نور در آسمان | لئون سیزدهم (۱۸۷۸–۱۹۰۳) | جواکینو وینچنزو رافائله لوئیجی پچی | طرفداران پیشگویی‌ها تلاش کرده‌اند این شعار را با تفسیر آن به عنوان اشاره‌ای به ستاره روی نشان او، به لئون سیزدهم مرتبط سازند. اوبراین اشاره می‌کند که اگر پیشگویی‌ها به sydus (ستاره) اشاره می‌کردند، همان‌طور که هنگام توصیف همین نماد بر روی نشان پاپ پیش از انتشار، اینوسنت هفتم، انجام دادند، این اتفاق بسیار قابل توجه‌تر بود. | |
| Ignis ardens. | | | | | |
| ۱۰۳. | آتش سوزان | پیوس دهم (۱۹۰۳–۱۹۱۴) | جوزپه ملکیوره سارتو | طرفداران پیشگویی‌ها تلاش کرده‌اند این شعار را با تفسیر آن به عنوان اشاره‌ای به غیرت او، به پیوس دهم مرتبط سازند. | |
| Religio depopulata. | | | | | |
| ۱۰۴. | دین ویران شده | بندیکت پانزدهم (۱۹۱۴–۱۹۲۲) | جاکومو پائولو جووانی باتیستا دلا کیسا | طرفداران پیشگویی‌ها تلاش کرده‌اند این شعار را با تفسیر آن به عنوان اشاره‌ای به جنگ جهانی اول و انقلاب روسیه، که در دوران پاپی او رخ داد، به بندیکت پانزدهم مرتبط سازند. | |
| Fides intrepida. | | | | | |
| ۱۰۵. | ایمان بی‌باک | پیوس یازدهم (۱۹۲۲–۱۹۳۹) | آمبروجو دامیانو آکیله راتی | طرفداران پیشگویی‌ها تلاش کرده‌اند این شعار را با تفسیر آن به عنوان اشاره‌ای به ایمان و اقدامات او در دوران پاپی‌اش، به پیوس یازدهم مرتبط سازند: در سال ۱۹۳۷، پاپ به شدت نازیسم و کمونیسم را محکوم کرد (بخشنامه‌ها: با نگرانی سوزان، نجات‌بخش الهی). پایان دوره پاپی او تحت تأثیر سخنرانی علیه هیتلر و موسولینی و دفاع از کلیسای کاتولیک در برابر دخالت در زندگی و آموزش کاتولیک قرار داشت. | |
| Paſtor angelicus. | | | | | |
| ۱۰۶. | چوپان فرشته‌خو | پیوس دوازدهم (۱۹۳۹–۱۹۵۸) | اوجنیو ماریا جوزپه جووانی پاچلی | طرفداران پیشگویی‌ها تلاش کرده‌اند این شعار را با تفسیر آن به عنوان اشاره‌ای به نقش او در طول هولوکاست، به پیوس دوازدهم مرتبط سازند. | |
| Paſtor & nauta. | | | | | |
| ۱۰۷. | چوپان و ملوان | ژان بیست‌وسوم (۱۹۵۸–۱۹۶۳) | آنجلو جوزپه رونکالی | طرفداران پیشگویی‌ها تلاش کرده‌اند بخش «ملوان» این شعار را با تفسیر آن به عنوان اشاره‌ای به عنوان او پاتریارک ونیز، یک شهر دریایی، به ژان بیست‌وسوم مرتبط سازند. | |
| Flos florum. | | | | | |
| ۱۰۸. | گل گل‌ها | پل ششم (۱۹۶۳–۱۹۷۸) | جووانی باتیستا انریکو آنتونیو ماریا مونتینی | طرفداران پیشگویی‌ها تلاش کرده‌اند این شعار را با تفسیر آن به عنوان اشاره‌ای به گل‌های زنبق روی نشان او، به پل ششم مرتبط سازند. | |
| De medietate lunæ. | | | | | |
| ۱۰۹. | از نیمه ماه | ژان پل اول (۱۹۷۸) | آلبینو لوچانی | طرفداران پیشگویی‌ها تلاش کرده‌اند این شعار را با اشاره به نور ماه و تفسیر نام تولد او به معنای «از نور سفید»، به ژان پل اول مرتبط سازند. | |
| De labore solis. | | | | | |
| ۱۱۰. | از رنج خورشید / از خورشیدگرفتگی | ژان پل دوم (۱۹۷۸–۲۰۰۵) | کارول یوزف وویتیوا | طرفداران پیشگویی‌ها، وقوع خورشیدگرفتگی‌ها (در نقاط دیگر جهان) در تاریخ تولد ژان پل دوم (۱۸ مه ۱۹۲۰) و تشییع جنازه او (۸ آوریل ۲۰۰۵) را معنادار می‌دانند. تلاش‌های دیگر برای پیوند دادن پاپ به این شعار «تصنعی‌تر» بوده‌اند، از جمله ایجاد ارتباط با کوپرنیک (که یک مدل جامع خورشیدمرکزی از منظومه شمسی را فرمول‌بندی کرد)، زیرا هر دو لهستانی بودند و بخش‌هایی از زندگی خود را در کراکوف گذراندند. | |
| Gloria oliuæ. | | | | | |
| ۱۱۱. | شکوه زیتون | بندیکت شانزدهم (پاپ، ۲۰۰۵–۲۰۱۳؛ پاپ امریتوس، ۲۰۱۳–۲۰۲۲) | یوزف آلویس راتسینگر | طرفداران پیشگویی‌ها عموماً برای توضیح این شعار سعی در ایجاد ارتباط بین بندیکت و فرقه اولیوتن‌ها دارند: انتخاب نام پاپی بندیکت به احترام سنت بندیکت نرسیا، بنیانگذار فرقه بندیکتن است که اولیوتن‌ها یکی از شاخه‌های آن هستند. توضیحات دیگر به او به عنوان پاپی که به صلح و آشتی اختصاص داشت، اشاره می‌کنند که شاخه زیتون نماد آن است. | |
| In pſecutione. extrema S.R.E. ſedebit. | | | | | |
| | در آخرین آزار و اذیت کلیسای مقدس روم، کسی خواهد نشست. | در Lignum Vitae، عبارت "In persecutione. extrema S.R.E. sedebit." در خطی جداگانه قرار دارد و با یک نقطه تمام می‌شود. در حالی که عموماً به عنوان بخشی از پیشگویی «پطرس رومی» خوانده می‌شود، مفسران دیگر آن را به عنوان یک جمله جداگانه و ناقص می‌بینند که به صراحت به پاپ‌های اضافی بین «شکوه زیتون» و «پطرس رومی» اشاره دارد. | در Lignum Vitae، عبارت "In persecutione. extrema S.R.E. sedebit." در خطی جداگانه قرار دارد و با یک نقطه تمام می‌شود. در حالی که عموماً به عنوان بخشی از پیشگویی «پطرس رومی» خوانده می‌شود، مفسران دیگر آن را به عنوان یک جمله جداگانه و ناقص می‌بینند که به صراحت به پاپ‌های اضافی بین «شکوه زیتون» و «پطرس رومی» اشاره دارد. | در Lignum Vitae، عبارت "In persecutione. extrema S.R.E. sedebit." در خطی جداگانه قرار دارد و با یک نقطه تمام می‌شود. در حالی که عموماً به عنوان بخشی از پیشگویی «پطرس رومی» خوانده می‌شود، مفسران دیگر آن را به عنوان یک جمله جداگانه و ناقص می‌بینند که به صراحت به پاپ‌های اضافی بین «شکوه زیتون» و «پطرس رومی» اشاره دارد. | در Lignum Vitae، عبارت "In persecutione. extrema S.R.E. sedebit." در خطی جداگانه قرار دارد و با یک نقطه تمام می‌شود. در حالی که عموماً به عنوان بخشی از پیشگویی «پطرس رومی» خوانده می‌شود، مفسران دیگر آن را به عنوان یک جمله جداگانه و ناقص می‌بینند که به صراحت به پاپ‌های اضافی بین «شکوه زیتون» و «پطرس رومی» اشاره دارد. |
| Petrus Romanus, qui paſcet oues in multis tribulationibus: quibus tranſactis ciuitas ſepticollis diruetur, & Iudex tremẽdus iudicabit populum ſuum. Finis. | | | | | |
| ۱۱۲. | پطرس رومی، که گوسفندان خود را در مصیبت‌های بسیار خواهد چراند، و هنگامی که این امور به پایان رسد، شهر هفت تپه [یعنی رم نابود خواهد شد، و داور مهیب قوم خود را داوری خواهد کرد. پایان. | بسیاری از تحلیل‌های این پیشگویی اشاره می‌کنند که این پیشگویی برای این تفسیر باز است که پاپ‌های دیگری بین «شکوه زیتون» و پطرس رومی خواهند آمد. گمانه‌زنی‌های رایج توسط طرفداران این پیشگویی، این پیش‌بینی را به جانشین بندیکت شانزدهم نسبت می‌دهند. پس از انتخاب فرانسیس به عنوان پاپ، طرفداران در انجمن‌های اینترنتی سعی کردند او را به این پیشگویی مرتبط کنند. نظریه‌ها شامل ارتباطی با همنام او فرانسیس آسیزی است که پدرش پیترو (پطرس) نام داشت و اینکه او از تبار ایتالیایی است. | بسیاری از تحلیل‌های این پیشگویی اشاره می‌کنند که این پیشگویی برای این تفسیر باز است که پاپ‌های دیگری بین «شکوه زیتون» و پطرس رومی خواهند آمد. گمانه‌زنی‌های رایج توسط طرفداران این پیشگویی، این پیش‌بینی را به جانشین بندیکت شانزدهم نسبت می‌دهند. پس از انتخاب فرانسیس به عنوان پاپ، طرفداران در انجمن‌های اینترنتی سعی کردند او را به این پیشگویی مرتبط کنند. نظریه‌ها شامل ارتباطی با همنام او فرانسیس آسیزی است که پدرش پیترو (پطرس) نام داشت و اینکه او از تبار ایتالیایی است. | بسیاری از تحلیل‌های این پیشگویی اشاره می‌کنند که این پیشگویی برای این تفسیر باز است که پاپ‌های دیگری بین «شکوه زیتون» و پطرس رومی خواهند آمد. گمانه‌زنی‌های رایج توسط طرفداران این پیشگویی، این پیش‌بینی را به جانشین بندیکت شانزدهم نسبت می‌دهند. پس از انتخاب فرانسیس به عنوان پاپ، طرفداران در انجمن‌های اینترنتی سعی کردند او را به این پیشگویی مرتبط کنند. نظریه‌ها شامل ارتباطی با همنام او فرانسیس آسیزی است که پدرش پیترو (پطرس) نام داشت و اینکه او از تبار ایتالیایی است. | بسیاری از تحلیل‌های این پیشگویی اشاره می‌کنند که این پیشگویی برای این تفسیر باز است که پاپ‌های دیگری بین «شکوه زیتون» و پطرس رومی خواهند آمد. گمانه‌زنی‌های رایج توسط طرفداران این پیشگویی، این پیش‌بینی را به جانشین بندیکت شانزدهم نسبت می‌دهند. پس از انتخاب فرانسیس به عنوان پاپ، طرفداران در انجمن‌های اینترنتی سعی کردند او را به این پیشگویی مرتبط کنند. نظریه‌ها شامل ارتباطی با همنام او فرانسیس آسیزی است که پدرش پیترو (پطرس) نام داشت و اینکه او از تبار ایتالیایی است. |

## در ادبیات
پیشگویی پاپ‌ها در چندین اثر داستانی، از جمله تعدادی از آثار مربوط به ادبیات آخرالزمانی، مورد اشاره قرار گرفته است. رمان «راز سوم» (2005) اثر استیو بری شامل شخصیت خیالی پاپ پیتر دوم (که در اصل کاردینال والندرئا بوده) است که پس از مرگ پاپ خیالی کلمنت پانزدهم به مقام پاپی می‌رسد.
در ششمین رمان جیمز رولینز از سری سیگما فورس با عنوان «کلید روز رستاخیز» (2009)، «پیشگویی روز رستاخیز سنت مالاکی» و تضادهای بین مسیحیان و بت‌پرستان از نقاط مهم طرح داستان محسوب می‌شوند.

## همچنین بخوانید
- فهرست پاپ‌های کلیسای کاتولیک روم
- نوستراداموس